# Вакцинація проти COVID-19 у Болгарії
Вакцинація проти COVID-19 у Болгарії — це кампанія масової імунізації населення Болгарії проти COVID-19 під час пандемії коронавірусної хвороби. Вакцинація проти COVID-19 населення Болгарії розпочалася 27 грудня 2020 року, як і в більшості інших країн ЄС, і є одним із заходів проти поширення коронавірусної хвороби в Болгарії. Протягом перших місяців на активізацію вакцинації вплинули організаційні проблеми та проблеми, пов'язані з постачанням, тоді як з весни 2021 року нерішучість щодо вакцинації значною мірою сприяла тому, що в країні був найнижчий рівень щеплень у ЄС лише 35 % дорослих громадян Болгарії та 30 % відповідного населення можуть бути повністю вакциновані до травня 2022 року.

## Передумови
Болгарія стала однією з перших країн у Європі, яка запровадила карантин, що набув чинності 13 березня 2020 року, через 5 днів після підтвердження першого випадку, коли було 23 особи з позитивними тестами, і поширення хвороби в Болгарії мала переважно кластерний характер передачі та відносно низький рівень зараження порівняно з багатьма іншими державами на континенті до середини червня 2020 року (коли було знято переважну більшість обмежень), і значною мірою вдалося уникнути першої хвилі, із своєчасним локдауном, який врятував від 15 до 19 тисяч життів за однією з оцінок. Однак країна сильно постраждала в осінні місяці, протягом яких система охорони здоров'я зазнала серйозної напруги, досягнувши майже колапсу, що призвело до дуже високої кількості смертей на душу населення, особливо в листопаді і на початку грудня 2020 року.
Заходи влади з боротьби з інфекцією були розкритиковані через недостатній рівень тестування на коронавірус, характер політики щодо карантину для прибулих іноземців і слабке його застосування, особливо за межами столиці, відсутність адекватної стратегії виходу після першого карантину, запровадження досить м'яких загальнодержавних заходів проти поширення хвороби влітку 2020 року, низька готовність системи охорони здоров'я країни до другої хвилі пандемії, суперечливість і непослідовне інформування населення, применшення серйозності епідеміологічної ситуації, а також недотримання деяких рекомендацій експертів у галузі охорони здоров'я через занепокоєння тим, що запровадження жорстких заходів, які нібито не співпадають з бажаннями більшості населення, могло б посилити громадський тиск на уряд, який зіткнувся з політичними протестами з липня 2020 року по квітень 2021 року. Медики та політики висловили думку, що другий частковий локдаун, який набув чинності незадовго до півночі 28 листопада 2020 року, мав запроваджуватися раніше, принаймні за 3—4 тижні до його введення, та з суворішими обмеженнями. Протягом березня 2021 року рівень захворюваності різко зріс, наблизившись до осіннього рівня та спричинивши ще більш різке зростання кількості госпіталізацій, ніж у попередні місяці, що спонукало уряд запровадити третій карантин з 22 по 31 березня, хоча це знову спричинило критику як запізніла реакція, яка давно назріла, і запроваджена після майже повного відновлення економіки в попередні тижні, медичні працівники висловили занепокоєння, що його тривалість була недостатньою. Прем'єр-міністра Бойко Борисова звинувачували у популізмі, а деякі аналітики порівнювали його із підходом Дональда Трампа до пандемії, який віддавав перевагу інтересам лобі в індустрії розваг і гостинності над інтересами закладів охорони здоров'я, а також дозволити політичним міркуванням, пов'язаним з весняними виборами, впливати на характер політичних рішень. Деякі заходи, пов'язані з карантином, запроваджені навесні 2020 року, такі як закриття громадських парків, піддалися критиці через те, що вони вважалися надмірно суворими з точки зору стягнених штрафів, і не були виправдані епідеміологічними міркуваннями, а також відображає те, що деякі оглядачі засудили загальний підхід влади до епідемії, що спричинив паніку на ранніх стадіях пандемії.
Політика тимчасового уряду Янева щодо пандемії викликала несхвалення через те, що вона страждає багатьма такими ж недоліками, як і ті, які запроваджував уряд Борисова, а деякі аналітики характеризують її роботу як гіршу, ніж у попереднього уряду, частково за те, що не запроваджувалися достатньо суворі заходи і не приділено належного пріоритету визначенню пріоритетів і популяризації кампанії вакцинації, що стало основним фактором, що сприяв дуже серйозній четвертій хвилі пандемії, яка країна пережила восени 2021 року, коли система охорони здоров'я намагалися впоратися з потоком пацієнтів ще в жовтні 2021 року, Болгарія активувала запит до цивільного захисту ЄС із проханням виділення медичного приладдя та обладнання, а Європейський центр з профілактики та контролю захворюваності включив країну до 10 держав ЄС, які стикаються з важкою ситуацією під час епідемії COVID-19, що викликає «дуже серйозне занепокоєння».
Уряд Петкова також був серйозно розкритикований, особливо через те, що було розцінено як неспроможність посилити підтримку кампанії вакцинації.
Молекулярний біолог Георгій Марінов зі Стенфордського університету, прихильник стратегії «нуль-COVID», який охарактеризував «життя з COVID» як стирання різниці між розвиненими країнами та країнами, що розвиваються, причому толерантне ставлення перших до вірусу спричинило їх спуск у статус третього світу з епідеміологічної точки зору, та підтримує китайський підхід (діяв до грудня 2022 року) жорсткого прикордонного контролю, суворого карантину та відстеження контактів, висловив переконання, що з травня 2020 року владні структури Болгарії фактично відмовилися від контролю над епідемією, також застерігши, що хоча вакцинація є досить важливою, вона не повинна бути виправданням для передчасного скасування нефармацевтичних втручань, оскільки такі дії були б морально неприпустимими через те, що вони неминуче призводять до смертей, яким можна було б запобігти, у тому числі серед повністю вакцинованих. В інтерв'ю в грудні 2021 року колишній голова оперативної групи з COVID-19 Венцислав Мутафчийський підтвердив, що Болгарія дотримувалася принципу нуль-COVID до 13 травня 2020 року, коли було скасовано надзвичайний стан.
Математик Лачезар Томов зазначив, що наслідки епідемії в Болгарії міг би бути гіршим, якби рівень поїздок усередині країни та взаємопов'язаність її регіонів були порівняні з показниками західноєвропейських країн, зокрема Великої Британії.
У листопаді 2021 року кардіолог Іво Петров охарактеризував Болгарію як надзвичайно негативний приклад боротьби з епідемією COVID-19, і як частину експерименту, в якому контрольна група представляє невакцинованих порівняно з розвиненими країнами, посилаючись на те, що людей слід заставити зробити щеплення, щоб переломити хід демографічної катастрофи. Рівень смертності від COVID-19 у країні був значно вищим за середній показник по ЄС і одним із найвищих у світі, зі значним надлишковим числом смертей у 2020 і 2021 роках.
Згідно з індексом жорсткості COVID-19, країна досягла піку 73,15 (зі 100) під час першого карантину, причому другий був найменш суворим (з найвищим показником 57,41), а третій — з найвищим показником 61,11.
9 січня 2021 року незалежний аналітичний центр Інститут Лоуї поставив Болгарію на 67 місце з 98 країн за результатами боротьби з COVID-19, надавши їй 37,4 бала (максимальний бал — 100). 13 березня 2021 року в другому дослідженні Лоуі за оцінкою інституту, Болгарія зберегла 67 місце (цього разу зі 102 країн), набравши 38,2 бала.
У перші місяці пандемії висловлювалися припущення, що вакцина БЦЖ, головним виробником якої є країна і яка є частиною обов'язкового пакету вакцинацій для новонароджених у Болгарії з 1951 року, забезпечує певний захист від COVID-19, а дослідження в Нідерландах показали, що вона є потужним імуностимулятором. Однак це не було підтверджено більшістю наукових джерел, і ВООЗ стверджує, що наразі бракує доказів того, що вакцина БЦЖ демонструє ефективність проти COVID-19.
Болгарія була однією з країн Європи, яка найбільше постраждала від пандемії грипу 1918 року, втративши під час цієї епідемії приблизно 2 % свого населення.

## Вакцини

### Попереднє замовлення вакцин і процедурні питання

#### Переговори щодо вакцин в Європейському Союзі
За кінцевим підсумком Болгарія погодилася придбати всі 7 вакцин, які входили до європейського портфоліо — Moderna, Pfizer-BioNTech, Oxford–AstraZeneca, Sanofi, CureVac, Novavax і Janssen, хоча вона мала деякі застереження щодо участі в контракті з Janssen Pharmaceutica. 14 жовтня 2020 року Болгарія прямо відмовилася попередньо замовляти останню з перерахованих вакцин-кандидатів у рамках загальноєвропейської угоди, але в листопаді змінила курс і ратифікувала окрему угоду на 2 мільйони доз у грудні за сприяння Швеції зі зміною думки, що частково пояснюється занепокоєнням щодо домовленості, досягнутого на той час на переговорах щодо вакцини Oxford-AstraZeneca. Як повідомляється, деякі болгарські експерти вважали європейський портфель вакцин надмірно різноманітним. Після великих затримок через проблеми з клінічними дослідженнями вакцини-кандидата «Sanofi» та «GlaxoSmithKline», у перші місяці 2021 року країна здебільшого залежала від вакцини Oxford–AstraZeneca проти COVID-19, очікуючи отримати достатньо доз для вакцинації 2,5 мільйонів громадян. Після того, як спочатку було замовлено 1 мільйон доз у Pfizer-BioNTech, 13 січня 2021 року Європейська комісія оголосила, що уклала угоду про додаткові 300 мільйонів доз із цим виробником вакцини, Болгарія запросила додаткові 2,9 мільйона вакцин Pfizer-BioNTech, з пізнішою угодою, в результаті якої кількість попередньо замовлених доз цієї вакцини на 2021 рік зросла до 5,4 мільйона. Загалом очікувалося, що кількість попередньо замовленої або оплаченої вакцини в країні становитиме 18 мільйонів доз, які зможуть охопити 9 мільйонів жителів.
У травні 2021 року Болгарія зробила попереднє замовлення на 14 мільйонів доз вакцини «Pfizer» на 2022 і 2023 роки, з 8354768, які очікувалися на той рік.
У серпні 2021 року стало відомо, що Болгарія попередньо замовила новий тип атенуйованої вакцини, розробленої «Valneva Austria». У вересні 2021 року було підтверджено, що Болгарія закупить лише 10 тисяч із заздалегідь узгоджених доз від одноразової вакцини «Sanofi Pasteur SA»/«Glaxosmithkline Biologicals SA», які мають бути поставлені у 2022 році.

#### Проблеми з наявністю вакцини та подальші угоди
25 лютого 2021 року тодішній міністр охорони здоров'я Костадін Ангелов публічно звинуватив компанію «AstraZeneca» після того, як стало зрозуміло, що фармацевтична компанія зможе забезпечити 40 % обіцяних вакцин до серпня. Болгарія також запропонувала допомогти з доставкою наступної партії вакцин, надіславши власний літак, але ця пропозиція не була прийнята. Наступного дня стало відомо, що існує альтернативний план, який передбачатиме отримання додаткового 1 мільйона доз вакцини Pfizer-BioNtech і 480 тисяч доз Moderna в період з березня по червень.
28 лютого 2021 року Бойко Борисов підтвердив, що Болгарія розпочала переговори про запозичення вакцин із країн ЄС, де на них немає черги, щоб Болгарії не довелося зупиняти процес вакцинації. 1 березня 2021 року стало відомо, що Болгарія організувала доставку понад 450 тисяч додаткових доз вакцини «Moderna» в результаті прямої угоди зі Швецією.
На початку березня 2021 року Болгарія та 5 інших країн ЄС (Словенія, Хорватія, Австрія, Чехія та Латвія) наполягали на тому, щоб почати нові дебати щодо розподілу вакцин у пулі ЄС, при цьому Бойко Борисов повторив слова канцлера Австрії Себастьяна Курца, що деякі країни ЄС отримали більше вакцин, ніж відповідна чисельність їх населення. 13 березня 2021 року Європейська комісія розіслала заяву, в якій уточнила, що деякі країни-члени, серед яких мається на увазі Болгарія, за власним бажанням відхилилися від принципу пропорційного розподілу під час початкового розміщення замовлення на вакцини, звільняючи додаткові дози для інших країн. Вважадося, що Болгарія утрималася від здійснення свого вибору щодо замовлення загалом 30 мільйонів доз вакцини. 26 березня 2021 року прем'єр-міністр Хорватії Андрей Пленкович заявив, що Болгарія має отримати найбільше порівняно з іншими країнами з 10 мільйонів доз вакцин Pfizer-BioNTech, які надійдуть у другому кварталі року, раніше запланованого, як компенсацію за проблеми виробництва, з якими зіткнулася AstraZeneca. Незважаючи на те, що Австрія (яка очолила кампанію перерозподілу), Словенія та Чехія відхилили можливу пропозицію, яку було досягнуто, на початку квітня 2021 року було підтверджено, що Болгарія (разом із Хорватією, Словаччиною, Латвією та Естонією) отримає не тільки пропорційний розподіл, але й отримає вигоду від спільного використання 2,85 мільйона «вакцин солідарності» (з 10 мільйонів доз) серед цих 5 країн.
У травні 2022 року міністерство охорони здоров'я Болгарії надіслало лист до Європейської комісії, наголошуючи, що, незважаючи на те, що воно й надалі прагне забезпечити широкий спектр вакцин для громадян Болгарії, міністерство вважає, що має бути високий ступінь гнучкості щодо кількості закуплених вакцин, відповідно до потреб населення, щоб не було ще одного сценарію з надлишком вакцин.

### Інші вакцини
За словами одного з членів національного оперативного штабу з боротьби з коронавірусом Тодора Кантарджиєва, Болгарія не виключає закупівлі вакцин у компаній, з якими Єврокомісія не укладала контрактів, таких як «Спутник V» і вакцина «Sinopharm BIBP», доки дотримуються норми ЄС, і особливо якщо є затримка щодо доставки інших вакцин.
26 лютого 2021 року опозиційна Болгарська соціалістична партія зажадала від уряду розпочати окремі переговори з Росією щодо імпорту вакцини «Спутник V». Комісія з охорони здоров'я національного парламенту спочатку відхилила пропозицію, але 28 квітня 2021 року прийняла вимоги соціалістів. Однак, незважаючи на те, що низка депутатів від інших партій підтримали БСП під час голосування 7 травня 2021 року, пропозиція все ще не пройшла необхідний поріг у парламенті, який би уповноважив уряд вжити всіх необхідних заходів для забезпечення закупівлі російської вакцини. У Росії етнічним болгарам вводили вакцину «Спутник».
Мікробіолог Андрій Чорбанов зазначив, що країна вже імпортує ліки, які не регулюються ЄС, тому не варто думати інакше, коли йдеться про російську вакцину. Імпорт вакцин із третіх країн також підтримала партія Республіканці за Болгарію, навіть у тому випадку, якщо ЄС їх не зареєструє, і лише Болгарське агентство з лікарських засобів схвалило ці вакцини. Деякі журналісти зазначали, що Болгарія визнала щеплення іноземних громадян вакциною «Спутник», а також вакциною Sinopharm BIBP і «Коронавак» однією з умов в'їзду до країни.
Болгарська академія наук станом на 2020 рік розробляла вакцину проти COVID-19 на основі наночастинок із завершеними доклінічними дослідженнями, але, незважаючи на отримання фінансової підтримки від Інституту Пастера, очікується, що проблеми, пов'язані з фінансуванням, значно сповільнять процес її подальших клінічних досліджень. Цю вакцину було представлено широкій громадськості на 15-му Всесвітньому конгресі з вакцин, який відбувся онлайн у жовтні 2021 року.

### Схвалені вакцини
Колишній міністр охорони здоров'я Костадін Ангелов неодноразово повторював, що болгари повинні мати можливість вибору щодо типу вакцини, яку вони отримають.
На кінець 2022 року у Болгарії доступні для використання 5 видів вакцин проти COVID-19.
Першим у країні було схвалено вакцину Pfizer–BioNTech, яку було схвалено Європейською комісією 21 грудня 2020 року, того самого дня після отримання рекомендації щодо надання умовного дозволу на продаж від Комітету з лікарських засобів для людини Європейського агентства з лікарських засобів, а перші дози вакцини доставлені до Болгарії з Бельгії 26 грудня 2020 року.
6 січня 2021 року, дотримуючись такої ж регуляторної процедури, вакцина Moderna також отримала зелене світло від Європейської комісії, та прибула до Болгарії через тиждень.
29 січня 2021 року вакцина Oxford–AstraZeneca отримала умовне схвалення Європейської комісії, що відкривало шлях для її використання в країнах ЄС. Того ж дня Костадін Ангелов заявив в інтерв'ю Бойко Василєву під час телешоу «Панорама», що Болгарія чекатиме на результати подальших досліджень щодо його ефективності, зокрема щодо осіб старших 65 років, перш ніж вводити її особам з цієї вікової групи. 4 лютого 2021 року Ангелов уточнив, що немає медичної заборони вакцинуватися цією вакциною літнім людям і що до початку введення Oxford-AstraZeneca буде зроблено додаткову заяву. Врешті-решт уряд дійшов висновку, що вакцина корисна і для людей похилого віку, і не відмінив її для осіб старшого віку. Перша партія цієї вакцини надійшла до Болгарії 6 лютого 2021 року.
11 березня 2021 року одноразова вакцина Janssen (Johnson & Johnson) стала четвертою вакциною, яка була умовно схвалена на рівні ЄС, та прибула до Болгарії трохи більше ніж через місяць.
28 травня 2021 року Європейське агентство з лікарських засобів схвалила введення вакцини Pfizer–BioNTech дітям віком від 12 до 15 років. 23 липня 2021 року це ж агентство дало дозвіл на використання вакцини Moderna у дітей віком від 12 до 17 років.
4 жовтня 2021 року Європейське агентство з лікарських засобів рекомендувала додаткову дозу вакцини, використовуючи або Pfizer–BioNTech, або Moderna, для осіб віком від 12 років, чия імунна система сильно ослаблена, яку слід вводити принаймні через 28 днів після другої ін'єкції. У цьому повідомленні також зазначено, що розглядається призначення такої бустерної дози Pfizer–BioNTech для всіх інших осіб віком від 18 років принаймні через 6 місяців після другого щеплення. 25 жовтня 2021 року агентство також схвалило введення бустерної дози вакцини Moderna для всіх дорослих.
У листопаді 2021 року міністерство охорони здоров'я виявило, що з серпня 2021 року в Болгарію не поставлялася вакцина AstraZeneca. У вересні 2021 року було введено лише 491 дозу цієї вакцини порівняно з понад 60 тисяч у червні 2021 року. Однак у січні 2022 року до Болгарії надійшло 4800 нових доз AstraZeneca у відповідь на конкретний попит на цю вакцину.
25 листопада 2021 року Pfizer–BioNTech стала першою вакциною проти COVID-19 в ЄС, схваленою для дітей віком до 12 років, а перші педіатричні дози надійшли до Болгарії 20 грудня 2021 року.
15 грудня 2021 року Європейське агентство з лікарських засобів схвалило використання вакцини Janssen як бустерної. 10 січня 2022 року Болгарія також підтримала це схвалення, дозволивши таке застосування цієї вакцини. Її можна вводити через 2 місяці після повної вакцинації (одна доза) тією ж вакциною та через 3 місяці після дводозової схеми вакцинації Pfizer–BioNTech або Moderna.
20 грудня 2021 року вакцина Novavax приєднався до списку вакцин, які можна використовувати в ЄС після отримання дозволу від Європейського агентства з лікарських засобів. Органи охорони здоров'я Болгарії підтвердили, що країна ще не замовила вакцину Novavax через надлишок вакцин. У січні 2022 року міністр охорони здоров'я Асена Сербезова заявила, що Болгарія розглядає можливість отримати дози вакцини Novavax зі Швеції.
24 лютого 2022 року Європейське агентство з лікарських засобів схвалило вакцину «Moderna» для використання у дітей віком від 6 до 11 років, а 2 березня 2022 року Європейська комісія підтвердила це рішення, схваливши вакцину для дітей цієї вікової групи. Органи охорони здоров'я Болгарії дозволили використання цієї вакцини в дітей цієї вікової групи з 11 березня 2022 року.
23 червня 2022 року вакцина Valneva була схвалена Європейським агентством з лікарських засобів (а також Європейською комісією наступного дня) для використання як основного щеплення для осіб віком від 18 до 50 років, та прибула до Болгарії в кінці жовтня 2022 року.
10 листопада 2022 року вакцина VidPrevtyn Beta отримала дозвіл Європейського агентства з лікарських засобів та Європейської комісії із застереженням, що її слід використовувати для ревакцинації після первинного курсу вакцинації мРНК- або аденовірусною вакциною, і вона мала бути доступною в Болгарії в січні 2023 року.
| Вакцина            | Замовлені дози | Схвалення         | Використання   |
| ------------------ | -------------- | ----------------- | -------------- |
| Pfizer–BioNTech    | 5,4 мільйона   | 21 грудня 2020    | 27 грудня 2020 |
| Moderna            | 960 тисяч      | 6 січня 2021      | 14 січня 2021  |
| Oxford-AstraZeneca | 4,5 мільйони   | 29 січня 2021     | 7 лютого 2021  |
| Janssen            | 2 мільйони     | 11 березня 2021   | 28 квітня 2021 |
| Valneva            | 10200          | 23 червня 2022    | листопад 2022  |
| Sanofi             | 4,65 мільйона  | 10 листопада 2022 | січень 2023    |
| Novavax            | 1,55 мільйона  | 20 грудня 2021    | В очікуванні   |
| CureVac            | 1 мільйон      | В очікуванні      | В очікуванні   |

### Пожертвувані та продані вакцини
Ближче до кінця травня 2021 року Болгарія підтвердила, що 50 тисяч доз вакцини Oxford-AstraZeneca передадуть Північній Македонії. Оскільки пропозиція вакцин перевищувала попит протягом літніх місяців, у липні 2021 року Болгарія передала Бутану 172500 доз своєї вакцини AstraZeneca, термін придатності яких наближався до завершення. У серпні 2021 року 50 тисяч доз цієї ж вакцини було передано Боснії і Герцеговині як пожертвування, тоді ж було досягнуто угоди з Північною Македонією щодо надання їй 51480 доз вакцини Pfizer–BioNTech, а також з Бутаном про надання йому ще 172500 доз AstraZeneca. Протягом того ж місяця приблизно 100 тисяч доз вакцини Moderna було перепродано до Норвегії, і Болгарія також проводила переговори щодо перепродажу 546 тисяч доз вакцини Pfizer-BioNTech до Португалії. У вересні 2021 року також було підтверджено, що Бангладеш отримає з Болгарії близько 270 тисяч доз вакцини AstraZeneca. Згодом Болгарія передала 258570 доз вакцини Pfizer-BioNTech Боснії і Герцеговині, а також 2830400 доз вакцини AstraZeneca Ірану.
Станом на жовтень 2021 року 184089 доз вакцини AstraZeneca, 12955 доз Moderna, 4500 доз Pfizer і 199 доз Janssen були викинуті через закінчення терміну придатності та відсутність можливості їх використання. Країна також відчувала проблеми через обмежену кількість сміттєспалювальних установок для утилізації непридатних доз. Станом на серпень 2022 року через низький рівень охоплення вакцинацією понад 1,3 мільйона доз вакцини було визнано непридатними, а до кінця року очікувалося, що така доля спіткає 1,6 мільйона доз. До грудня 2022 року кількість викинутих або прострочених доз вакцини перевищила 2 мільйони.
На початку 2023 року органи охорони здоров'я підтвердили, що Болгарія виступає за скасування контракту Європейської комісії з Pfizer/BioNTech або підтримає підхід до замовлення вакцин, коли поставки відображатимуть конкретні запити кожної країни. Вважалося, що позиція Болгарії щодо потенційних проблем, пов'язаних із надлишком вакцин, узгоджувалася з позицією Польщі, а також 6 інших держав-членів ЄС. Після досягнення нової угоди між Європейською комісією та Pfizer-BioNTech у травні 2023 року було зазначено, що Болгарія отримає лише вже оплачену та відкладену (щодо доставки) кількість вакцин на 2022 рік, а нові вакцини не будуть доставлені в країну до 2026 року, коли закінчиться контракт з фармацевтичною компанією, якщо цього не вимагатиме болгарська влада, відповідно до потреб болгарських громадян. Болгарія все ще матиме гарантований пріоритетний доступ до нещодавно адаптованих вакцин Pfizer-BioNTech, які пропонують захист від нових штамів COVID-19 протягом наступних 3 років.
| Вакцина            | Дози      | Країна-одержувач     | Тип угоди     |
| ------------------ | --------- | -------------------- | ------------- |
| Oxford–AstraZeneca | 270 тисяч | Бангладеш            | Пожертвування |
| Oxford–AstraZeneca | 172500    | Бутан                | Пожертвування |
| Oxford–AstraZeneca | 50 тисяч  | Боснія і Герцеговина | Пожертвування |
| Pfizer–BioNTech    | 258570    | Боснія і Герцеговина | Пожертвування |
| Oxford–AstraZeneca | 2830400   | Іран                 | Пожертвування |
| Pfizer–BioNTech    | 51480     | Північна Македонія   | Пожертвування |
| Moderna            | 100 тисяч | Норвегія             | Перепродаж    |

## Графік проведення та пріоритетні групи вакцинації
Національний план вакцинації був оприлюднений на початку грудня 2020 року, та включав 5 етапів. Для проведення вакцинальної кампанії країна була поділена на 6 регіонів (Враца, Велико-Тирново, Варна, Бургас, Пловдив і Софія). Тодішній міністр охорони здоров'я Костадін Ангелов охарактеризував його як «динамічний план», який може змінюватися відповідно до ситуації, і заявив, що Болгарія спиралася на вказівки ВООЗ, а також на плани вакцинації Німеччини, Франції, Італії, Великої Британії та низки штатів США, враховуючи також особливі умови, що стосуються болгарської охорони здоров'я, території та інфраструктури. Також було створено Національний оперативний штаб з вакцинації під головуванням генерального директора Болгарського Червоного Хреста Красіміра Гігова. У січні 2021 року голова Національного оперативного штабу з боротьби з коронавірусом Венцислав Мутафчийський уточнив, що члени виборчих комісій на майбутніх виборах також будуть вважатися пріоритетними для вакцинації. У лютому 2021 року було підтверджено, що прокурори, слідчі та їх співробітники підпадають під 3 фазу плану вакцинації. У тому ж місяці до національного плану вакцинації було внесено подальші зміни, щоб дозволити особам з непріоритетних груп населення отримувати вакцинацію навіть до виконання всіх пріоритетних цілей за умови дотримання певних умов. Вважається, що проблема нерішучості щодо вакцинації в Болгарії зіграла певну роль у структуруванні плану. Тодор Кантарджиєв заявив в інтерв'ю в червні 2021 року, що якби медичний персонал не був би в пріоритетній групі в рамках першого етапу, багато лікарень не змогли б виконувати свої функції протягом весни 2021 року.
| Порядок | Пріоритетна група | Кількість у групі (приблизно)                                 |
| ------- | --- | ------------------------------------------------------------- |
| 1       | медичний персонал, фармацевти, стоматологи, а також працівники цих галузей, які виконують функції асистента | 243600                                                        |
| 2       | персонал та клієнти соціальних закладів, педагоги, працівники норкових ферм | 112 080                                                       |
| 3       | люди, які відповідають за забезпечення того, щоб діяльність, необхідна для суспільного життя, могла здійснюватися (Включає осіб, які працюють у водопостачанні, енергетиці та інших секторах, пов'язаних з національною безпекою, а також членів державної адміністрації. Пізніше пріоритетну групу було розширено, щоб охопити інші професії, такі як ІТ-фахівці та представники ЗМІ.) | не вказано, буде базуватися на списках, складених заздалегідь |
| 4       | всі особи віком 65 років і старше, а також клінічно вразливі особи внаслідок хронічних захворювань, включаючи ослаблений імунітет і знижений імунітет | 1,8 мільйона                                                  |
| 5       | уразливі групи населення через високий епідеміологічний ризик інфікування, пов'язаний зі способом життя (Включає в'язнів, людей, які проживають у таборах для біженців, і тих, до кого важко дістатися.) | не вказано, буде базуватися на списках, складених заздалегідь |

## Виклики та логістика
5 грудня 2020 року в софійському Центрі інфекційних та паразитарних хвороб встановили перші дві ультрахолодні морозильні камери, придатні для зберігання вакцини Pfizer–BioNTech проти COVID-19 відповідно до температурних вимог. 7 грудня Бургас став другим містом у країні, обладнаним таким холодильником, за ним 9 грудня йшов Пловдив, і 18 грудня — Варна. Кожна морозильна камера могла вмістити понад 100 тисяяч доз вакцини. Центр інфекційних та паразитарних хвороб став основним центром розподілу вакцин до обласних управлінь охорони здоров'я.
У грудні 2021 року по всій країні було створено 69 тимчасових пунктів вакцинації для введення доз дитячої вакцини (для дітей віком від 5 до 11 років), причому Софія, Пловдив і Велико-Тирново були центрами для початкових поставок.
У центрі імунізації лікарні імені Пирогова зробили найбільше щеплень серед усіх медичних закладів за 2021 рік — там зробили щеплення понад 50 тисяч осіб та введено приблизно 75 тисяч доз вакцини.
Перший пункт вакцинації в країні був відкритий 15 грудня 2020 року в Софії. 5 січня 2021 року було створено 4 мобільні пункти, щоб особи похилого віку, які живуть у будинках пристарілих у Софії, могли вакцинуватися за місцем проживання. Очікувалося, що понад 40 таких пунктів вакцинації охоплять всю країну. Станом на 20 вересня 2021 року мобільні пункти вакцинації вакцинували 4274 особи з обмеженими можливостями пересування, або тих, які проживали у віддалених чи ізольованих місцях, причому 3702 із них із завершеним циклом вакцинації. Загалом станом на 1 березня 2022 року працівниками мобільних підрозділів вакциновано 25604 особи, найбільше в Бургаській області — 5648 осіб.
Станом на 18 лютого 2021 року в столичній лікарні імені Пирогова функціонувало 5 пунктів вакцинації, також медзаклад мав змогу надати ще 2 додаткові мобільні пункти. Загальна кількість пунктів вакцинації по всій країні до 23 лютого 2021 року досягла 352. Перший цілодобовий центр вакцинації в країні почав працювати в Софії 21 лютого 2021 року, неподалік від університетської лікарні святого Івана Рильського, а потім один у Пловдиві 23 лютого. Мобільні пункти вакцинації були розташовані біля входів у кілька парків Софії 29 і 30 травня 2021 року, дозволяючи всім бажаючим жителям країни отримати вакцинацію, і ця практика продовжувалась у Софії та інших містах наступного місяця. Регіональна інспекція охорони здоров'я Пловдива з 12 червня 2021 року розгорнула пункти вакцинації на відкритому повітрі в районі Століпіново. У період з 8 по 13 червня 2021 року щеплення можна було зробити в низці торгових центрів Варни. 16 червня 2021 року в Софії почав працювати мобільний пункт вакцинації в автобусі, в якому можна було робити щеплення двом особам одночасно. 19 та 20 червня 2021 року в деяких торгових центрах столиці країни працювали пересувні пункти вакцинації, у наступні вихідні цю практику поновили.
7 вересня 2021 року за наполяганням кмета Софії Йорданки Фандикової було відкрито пункт вакцинації на станції метро ДК. Відтоді щеплення також проводилися в низці інших місць Софійського метро.
У вересні 2021 року в Університеті національного і світового господарства відкрили мобільний пункт вакцинації.
У жовтні 2021 року в аеропорту Софії був створений мобільний пункт вакцинації.
У грудні 2021 року було створено понад 60 пунктів вакцинації для введення педіатричних доз, причому Софія, Пловдив і Велико-Тирново були трьома пунктами прибуття для їх доставки по всій країні.
У центрі імунізації лікарні імені Пирогова зробили найбільше щеплень серед усіх медичних закладів за 2021 рік — там зробили щеплення понад 50 тисяч осіб, та введено приблизно 75 тисяч доз.
Через серйозне зниження інтересу до щеплень і рішення уряду про скасування надзвичайної епідеміологічної ситуації, з 1 квітня 2022 року кількість доступних пунктів вакцинації в країні було значно скорочено протягом весни та літа 2022 року.

## Хронологія та перебіг вакцинації

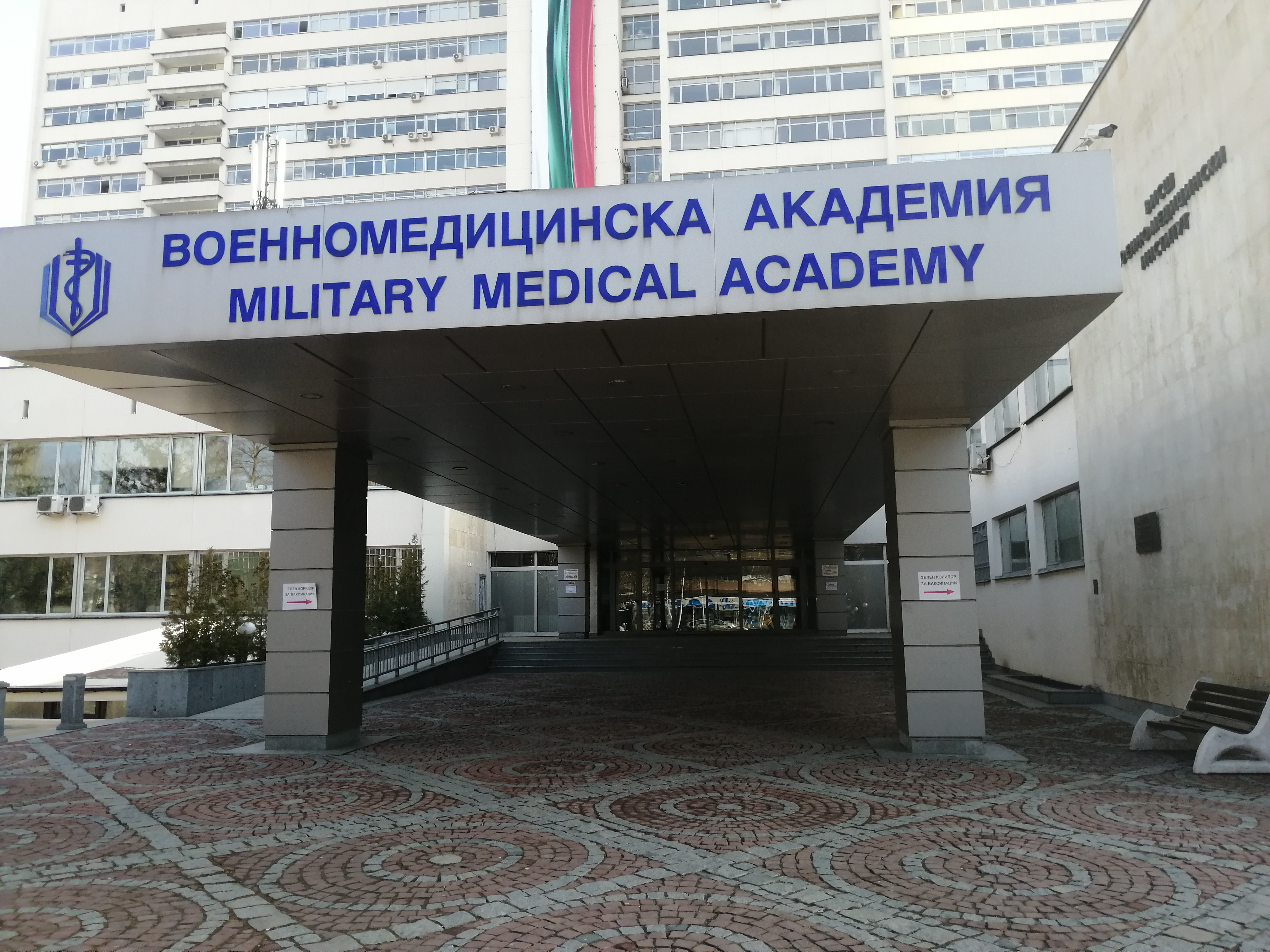
Військово-медична академія в Софії, де колишній керівник Національного оперативного штабу з боротьби з COVID-19 у Болгарії Венцислав Мутафчийський особисто вводив вакцину

Болгарії за квотами ЄС було виділено 9750 доз вакцини Pfizer–BioNTech (достатньо для понад 4 тисяч осіб) на грудень 2020 року, і вони прибули до країни 26 числа того ж місяця. Очікувалося, що в січні 2021 року буде доступно трохи більше 60 тисяч доз цієї вакцини.
На початку грудня 2020 року президент Румен Радев пообіцяв зробити щеплення лише тоді, коли не буде людей у черзі, тоді як прем'єр-міністр Бойко Борисов заявив у тому ж місяці, що дуже хотів би це зробити, але ще мав антитіла після одужання від COVID-19 у листопаді 2020 року. 27 липня 2021 року Борисов сам публічно вакцинувався, отримавши першу дозу вакцини Moderna, за що отримав похвалу в мас-медіа. Інші відомі члени партії Борисова також пройшли вакцинацію. У серпні 2021 року стало відомо, що Радєв також був вакцинований.
Першою особою, яку вакцинували в Болгарії, став тодішній міністр охорони здоров'я Костадін Ангелов, що відбулося вранці 27 грудня в Софії. Другим був єпископ Болгарської православної церкви Тихон, за ним йшли лікар і медсестра. Емануела Петкова була першим лікарем загальної практики, який вакцинувався. До вечора 28 грудня було щеплено понад 1500 осіб, переважно медичних працівників. До пізнього вечора 29 грудня майже 3800 осіб отримали щеплення. До першого дня Нового року кількість вакцинованих досягла 4739 осіб.
4 січня 2021 року надійшла перша партія вакцини за цей місяць у приблизно 25 тисяч доз. На відміну від першої поставки вакцин, спеціалізований транспорт для них не знадобився, оскільки вони були отримані в коробках із сухим льодом, який міг зберігати свої властивості протягом 5 днів. Ця партія була призначена для охоплення медичного персоналу, який безпосередньо надавав допомогу хворим, які залишились з першого етапу, а також деяких соціальних працівників, користувачів соціальних послуг та освітян (пріоритетні групи другого етапу).
Станом на 11 січня 2021 року було щеплено 13473 особи.
Перші дози вакцини Moderna надійшли в країну 13 січня 2021 року в партії на 2400 доз, які були призначені для пріоритетних груп у Софії. Щеплення вакциною Moderna розпочалися наступного дня, першою його отримала лікар-акушер Софія Йорданова.
Станом на 13 січня 2021 року було зроблено близько 16500 щеплень.
Станом на 27 січня 2021 року Болгарія вакцинувала менше 35 тисяч осіб, що відповідало 0,47 на 100 осіб, що поставило її на останнє місце за показником вакцинації на душу населення серед країн ЄС.
У період з 27 по 30 січня 2021 року деякі мешканці та персонал будинків для літніх людей у Софії отримали вакцинацію, хоча значна кількість їх відмовилася.
Станом на 30 січня 2021 року в країні було проведено 40805 вакцинацій, 12949 осіб отримали дві дози вакцини.
1 лютого 2021 року розпочалась вакцинація вихователів та персоналу дитсадків і шкіл.
Станом на 4 лютого 2021 року до країни було завезено 94920 доз вакцини, з яких використано 50124 дози, дві дози отримали 16433 особи.
6 лютого 2021 року перші партія вакцини Oxford-AstraZeneca з 28800 доз надійшла до країни. Їх почали використовувати наступного дня, чим розпочався в Болгарії третій етап вакцинальної кампанії, до якого включили членів Центральної виборчої комісії та інших осіб, відповідальних за процедурні питання щодо виборів. Однією з перших цю вакцину отримала 76-річна співробітниця фармацевтичної компанії «БулБио» Іліна Бінєва.
8 лютого 2021 року національний оперативний штаб з вакцинації оголосив, що всі поставлені на даний момент дози вакцини AstraZeneca будуть використані для введення перших доз особам, щоб охопити більші верстви населення та пришвидшити вакцинальну кампанію.
19 лютого 2021 року, що вважалося початком масової вакцинації, Бойко Борисов наказав (після обговорення з членами національного оперативного штабу з вакцинації, національного оперативного штабу з боротьби з коронавірусом та міністром охорони здоров'я) створити «зелені коридори» разом із переходом до четвертої фази плану вакцинації, що дозволить усім повнолітнім громадянам, які не належать до пріоритетних груп, відвідувати пункт вакцинації в суботу, неділю або після обіду в робочі дні без попереднього запису та отримати першу дозу вакцини AstraZeneca. Особи, які віддали перевагу одній з двох схвалених РНК-вакцин, мали зареєструватись у Військово-медичній академії та чекати на повторний дзвінок, коли будуть доступні дози Pfizer-BioNTech або Moderna. Прем'єр-міністр наполягав на тому, що щодня має бути вакциновано щонайменше 10 тисяч осіб. Рішення Борисова розглядалося як практичне, що призвело до відмови від поетапного підходу до щеплень. Поворот у політиці уряду пояснювався необхідністю прискорити процес вакцинації та застереженнями щодо вакцини, які виявляли особи з пріоритетних груп, такі як лікарі та освітяни, причому лише 24 % останніх висловлювали бажання зробити щеплення. Змінений підхід пришвидшив темпи щеплень: за перші 3 дні з моменту відкриття «зелених коридорів» було введено понад 30 тисяч доз вакцини.
Однак у той час як медики продовжували вакцинацію, хоча й у менших темпах, у ряді менших міст, між 25 і 28 лютого «зелені коридори» були тимчасово припинені в Софії та інших великих містах через те, що в країні майже не вистачало вакцини AstraZeneca, а також вакцини Pfizer-BioNTech і Moderna відведено для пріоритетних груп.
Після надходження та розподілу 52800 доз вакцини Oxford-AstraZeneca 28 лютого відновлено вакцинацію непріоритетних груп населення. На відміну від попередніх днів, була помітно значно активнішу роль лікарів загальної практики, ніж інспекцій охорони здоров'я та великих лікарень, які вакцинували непріорітетні групи лише якщо не було людей з 1-4 фаз, які бажали вакцинуватися.
8 березня 2021 року міністерство охорони здоров'я ухвалило рішення розподілити більшу кількість вакцини до областей, де рівень зараження вищий, зокрема, до Кюстендильської.
11 березня 2021 року особи, які зареєструвалися через електронну систему для вакцинації, почали отримувати ін'єкції, при цьому в період з 12 по 18 березня їм усім вводили вакцини або Pfizer-BioNTech, або Moderna через проблеми з безпекою, пов'язані з появою тромбозу після щеплення вакциною AstraZeneca. Однак бронювання місць через електронну систему реєстрації було призупинено, оскільки більшість щеплень мала бути зроблена AstraZeneca. Щеплення вакциною аденовірусного вектора відновлено 19 березня, 20 березня відновлено можливість електронної реєстрації для нових користувачів.
Протягом березня значна кількість лікарів та вчителів (що підпадають під перші два етапи плану вакцинації), які спочатку не скористалися своїм пріоритетним статусом, виявили бажання отримати щеплення.
У квітні спостерігався суттєвий спад інтересу до вакцини AstraZeneca серед представників широкої громадськості, які віддавали перевагу РНК-вакцинам. Унаслідок різкого падіння популярності вакцини AstraZeneca, яке міністр охорони здоров'я описав як «символічний відсоток», Костадін Ангелов заявив 12 квітня 2021 року, що Болгарія вилучить цю вакцину з програми вакцинації, якщо ентузіазм щодо неї досягнув дна.
6 квітня 2021 року лікарі загальної практики почали отримувати флакони РНК-вакцин для своїх пацієнтів, хоча їх кількість була обмежена.
15 квітня 2021 року перші дози вакцини Janssen у кількості 14400 доз були доставлені до Болгарії, але вони залишилися на зберіганні, оскільки національний оперативний штаб з вакцинації в Болгарії ще не ухвалив рішення щодо їх використання, оскільки Центри з контролю та профілактики захворювань у США і FDA раніше почали розслідування дуже рідкісних випадків тромбозу церебрального венозного синуса, пов'язаного з цією вакциною, і Європейське агентство з лікарських засобів також розглядало це питання.
26 квітня 2021 року головний інспектор охорони здоров'я Ангел Кунчев підтвердив, що Болгарія дасть зелене світло вакцині Johnson & Johnson, і вона може бути особливо корисною для вакцинації певних груп, наприклад, тих, хто працює в туристичному секторі, а також демографічних груп, які не є такими легкодоступнимий, зокрема цигани. Вакцинація цією однодозовою вакциною офіційно почалася 28 квітня 2021 року, незважаючи на те, що обмежена кількість доз Johnson & Johnson вже була введена вибраним цільовим групам за попередні дні.
«Зелені коридори», переважно з РНК-вакцинами, були відкриті 30 квітня і діяли до 9 травня 2021 року. За ці 10 днів ними встигли скористатися понад 125 тисяч осіб. 10 травня було підтверджено, що вони будуть продовжені, оскільки була достатня кількість вакцин (на цю дату надійшло понад 270 тисяч доз вакцин Pfizer). Того ж дня особи, які спеціально вказали перевагу РНК-вакцинам з електронної системи, почали їх отримувати. Вакцина Johnson & Johnson спочатку не пропонувалася як частина «зелених коридорів», але згодом її також включили до «зелених коридорів».
П'ятий етап програми вакцинації розпочався у травні 2021 року.
8 травня 2021 року було вакциновано приблизно 38 тисяч осіб, що стало найбільшою кількістю вакцинованих за один день.
Межа в 1 мільйон введених доз вакцин була досягнута 12 травня 2021 року, при цьому 362322 особи були повністю імунізовані.
17 травня 2021 року виконуючий обов'язки міністра охорони здоров'я Стойчо Кацаров, який різко критикував свого попередника через невключення осіб похилого віку до першого етапу плану вакцинації, видав постанову, згідно з якою лише особи старше 60 років та/або особи з хронічними захворюваннями повинні отримати щеплення в різних пунктах вакцинації з понеділка по четвер. Після різкого несхвалення з боку Костадіна Ангелова та громадських діячів, таких як експерт з кризового менеджменту Петар Велков, який вважав цей захід безглуздим через наявність достатньої кількості вакцин для всіх і ризик подальшого уповільнення процесу загальної вакцинації, Наступного дня Кацаров вніс зміни до постанови, зазначивши, що, хоча вразливі верстви населення залишатимуться в пріоритеті, особам віком до 60 років та/або без хронічних захворювань не відмовлятимуть, якщо вони вирішать скористатися «зеленим коридором» на одному з перших чотирьох днів тижня.
Станом на 25 травня 2021 року до Болгарії було доставлено 2,8 мільйона доз вакцини, з яких було введено менше 1,3 мільйона, а до кінця місяця кількість доз вакцини, отриманих країною, перевищила 3,5 мільйона, причому основну їх частину складала вакцина Pfizer-BioNTech. Травень 2021 року також став першим місяцем, протягом якого кількість введених перших доз вакцин була меншою, ніж у попередньому.
У червні 2021 року міністерство охорони здоров'я дало зелене світло на вакцинацію дітей віком від 12 років вакциною Pfizer-BioNTech.
12 червня 2021 року тимчасовий міністр охорони здоров'я сам був щеплений вакциною Janssen проти COVID-19.
Станом на середину червня 2021 року щеплено 36 дітей віком від 12 до 15 років, причому небагато батьків виявили зацікавленість у вакцинації дітей.
У літні місяці інтерес до щеплень суттєво впав, хоча в серпні спостерігався невеликий підйом кількості вакцинацій.
Станом на 25 серпня 2021 року 7130 дітей віком від 12 років були повністю вакциновані, а 11688 отримали одну дозу вакцини, причому до 15 вересня очікувалося, що майже 10 тисяч дітей пройдуть курс вакцинації.
23 вересня 2021 року експертна група міністерства охорони здоров'я рекомендувала введення бустерної дози вакцини Pfizer–BioNTech особам з ослабленим імунітетом, які живуть у будинках престарілих, є медичними працівниками, віком старше 65 років, а також тим, хто задовольняє іншим критеріям, пов'язаним зі здоров'ям, у тому числі має низький рівень вірусоспецифічних антитіл або імунних клітин, які слід вводити через 6—8 місяців після завершеного курсу вакцинації, з можливістю, щоб це сталося через місяць після завершеного циклу вакцинації, якщо імунітет, який сформувався, не є достатнім.
24 вересня 2021 року Венциславу Мутафчийському та ще 11 лікарям військово-медичної академії зробили третє щеплення проти COVID-19.
30 вересня 2021 року міністерство охорони здоров'я пояснило, що всі жителі країни, включно з тими, хто не входить до п'яти пріоритетних груп, мають право на бустерну дозу, якщо мине достатній час після завершення їх початкового курсу вакцинації. До цієї дати було введено 890 третіх доз.
19 жовтня 2021 року міністр охорони здоров'я повідомив, що з 21 жовтня «зелений сертифікат», який передбачає підтвердження вакцинації, одужання від хворобиї або негативний тест на COVID-19, буде необхідним для всіх громадських заходів, які відбуваються в приміщенні. Повідомлення призвело до значного збільшення кількості людей, зацікавлених в отриманні вакцинації, багато хто вибрав одноразову вакцину Janssen. 21 жовтня уточнювалося, що тимчасовий зелений сертифікат видаватимуть також людям, які зробили одну вакцинацію у разі дводозового режиму. З 11 листопада 2021 року зелені сертифікати, дійсні протягом трьох місяців, також можуть бути видані людям після кількісного тесту на анти-IgG до SARS-CoV-2, який показує значення, що перевищують 150 BAU/мл.
Близько 360 тисяч доз вакцини було введено за перші три тижні з моменту оголошення про вимогу «зеленого сертифікату», причому зростала кількість вакцинованих працівників освіти та учнів шкіл.
Станом на 18 листопада 2021 року дітям віком від 12 до 17 років було введено 28331 дозу, з них 12136 завершили курс вакцинації та 16195 мали одне щеплення.
20 грудня 2021 року до Болгарії надійшли перші педіатричні дози (для дітей віком від 5 до 11 років) вакцини Pfizer-BioNTech. Щеплення в цій віковій групі почалися 21 грудня у Велико-Тирново, а наступного дня — у Софії та інших містах.
30 грудня 2021 року органи охорони здоров'я оголосили, що часовий інтервал для введення бустерної дози буде скорочено до 3 місяців для осіб із дводозовою схемою вакцинації, а ті, хто отримали одноразову вакцину Janssen, зможуть отримати вакцинацію через 2 місяці після першої ін'єкції. Ця нова норма не стосувалася дітей. Це рішення було пояснено властивостями стійкості вакцини до варіанту Омікрон, про наявність якого вже підозрювали в Болгарії на той час.
У січні 2022 року спостерігалося помітне зростання кількості осіб, які відвідали центри вакцинації, хоча значна частина з них була там для отримання бустерних доз, і ця тенденція змінилася протягом другої половини місяця та в лютому 2022.
До початку лютого 2022 року було повністю вакциновано 2 мільйони жителів країни.
Станом на 12 лютого 2022 року столиця країни Софія мала найвищий рівень охоплення вакцинацією: 41,93 % осіб були повністю вакциновані, тоді як у Монтанській області — найнижчий — 19,29 %.
Починаючи з 24 лютого 2022 року, почали пом'якшуватися правила «зеленого сертифікату»: державним закладам дозволено самостійно вирішувати, чи вимагати таку перепустку для своїх відвідувачів, а для працівників і персоналу ця вимога залишилася. Положення, що стосуються зелених сертифікатів для відвідувачів «суспільно важливих закладів», були ще більше послаблені з 10 березня.
Станом на 1 березня 2022 року більше 80 % лікарів були повністю вакциновані, що є найвищим показником серед усіх професій.
17 березня 2022 року міністерство охорони здоров'я оголосило, що з 21 березня зелена перепустка більше не потрібна для будь-яких видів діяльності.
1 квітня 2022 року уряд країни скасував надзвичайну епідеміологічну ситуацію, приблизно через 2 роки після її введення. Деякі експерти сприйняли це рішення скептично через все ще низький рівень вакцинації в країні.
У квітні 2022 року влада підтвердила, що громадяни України, які отримали тимчасовий захист у Болгарії, матимуть право на безкоштовну вакцинацію.
Станом на 6 квітня 2022 року до Болгарії було доставлено 5779500 доз Pfizer-BioNTech, 958100 доз Moderna, 4518400 доз AstraZeneca і 1777300 доз Janssen.
24 червня 2022 року міністерство охорони здоров'я затвердило пропозиції експертної ради щодо огляду імунопрофілактики, дозволивши повторну ревакцинацію (однією з двох РНК-вакцин) усім людям віком від 18 років. Другу бустерну дозу можна вводити принаймні 4 чотири місяці після першої у випадку осіб, у яких завершився цикл вакцинації, що включає дводозову схему, і настійно рекомендується тим, хто належить до груп високого ризику. 27 червня 2022 року, коли це рішення набрало чинності, другу бустерну дозу отримали 204 особи.
Станом на 1 вересня 2022 року було введено 53401 дозу вакцини у віковій групі 12-17 років та 4498 у віковій групі від 5 до 11 років.
12 вересня 2022 року перші вакцини проти COVID-19, адаптовані до варіанту Омікрон, надійшли до Болгарії, було доставлено 290880 доз вакцини Comirnaty Original/Omicron BA.1 та 1800 доз вакцини Spikevax Bivalent Original/Omicron BA.1. Вакцина Moderna проти штаму Омікрон вводилася лише в спеціальних кабінетах імунізації, і спочатку була недоступна в більшості лікарень.
Наприкінці жовтня 2022 року до Болгарії було доставлено 10200 доз вакцини Valneva.
У січні 2023 року в Болгарії стала доступна тридозова вакцина Pfizer–BioNTech для дітей віком від 6 місяців до 4 років і нова вакцина Sanofi, яка використовувалася як бустер.

## Публічна вакцинація
Тут перераховані особи, в яких фактична процедура вакцинації була знята на відео, опублікована фотографіями з місця введення вакцини або були предметом оголошення такого характеру в ЗМІ з метою популяризації кампанії вакцинації.
| Особа                       | Рід занять                                                          | Дата                              | Вакцина         | Примітки                                                                    | Посилання               |
| --------------------------- | ------------------------------------------------------------------- | --------------------------------- | --------------- | --------------------------------------------------------------------------- | ----------------------- |
| Костадін Ангелов            | Міністр охорони здоров'я, 2020—2021                                 | 27 грудня 2020                    | Pfizer–BioNTech | Перший вакцинований болгарин                                                | [ 216 ]                 |
| Тихон Тиверіопольський      | єпископ Болгарської православної церкви                             | 27 грудня 2020                    | Pfizer–BioNTech |                                                                             | [ 216 ]                 |
| Рада Прокопова              | Лікар, головний кардіолог лікарні Святої Анни                       | 27 грудня 2020                    | Pfizer–BioNTech | Перший лікар, якому зробили щеплення                                        | [ 316 ]                 |
| Іван Маджаров               | Голова Болгарської медичної асоціації                               | 27 грудня 2020                    | Pfizer–BioNTech |                                                                             | [ 216 ]                 |
| Венцислав Мутафчийський     | Військовий лікар, начальник оперативної групи з COVID-19, 2020—2021 | 27 грудня 2020                    | Pfizer–BioNTech | Також отримав бустерну дозу                                                 | [ 216 ]                 |
| Асен Балтов                 | Лікар, керівник лікарні імені Пирогова                              | 27 грудня 2020                    | Pfizer–BioNTech | Раніше перехворів на COVID-19                                               | [ 216 ] [ 317 ]         |
| Красимир Гігов              | Голова Координаційної ради з вакцинації, 2020—2021                  | 27 грудня 2020                    | Pfizer–BioNTech |                                                                             | [ 216 ] [ 318 ]         |
| Христо Петров (Іцо Хазарта) | Репер, політик                                                      | Весна 2021                        | Pfizer–BioNTech | Також загальні результати антитіл через два тижні після другої дози вакцини | [ 319 ] [ 320 ]         |
| Мустафа Карадая             | Голова Руху за права і свободи, 2016-, 2016-                        | 16 квітня 2021                    | не визначено    | Також отримав бустерну дозу                                                 | [ 213 ] [ 321 ]         |
| Стойчо Кацаров              | Тимчасовий міністр охорони здоров'я, 2021                           | 12 червня 2021                    | Janssen         | Одужав від COVID-19; Також отримав бустерну дозу Pfizer-BioNTech            | [ 276 ] [ 322 ] [ 323 ] |
| Бойко Борисов               | Прем'єр-міністр, 2009—2013, 2014—2017, 2017—2021                    | 27 липня 2021                     | Moderna         | Раніше перехворів COVID-19; Також отримав бустерну дозу                     | [ 212 ] [ 324 ]         |
| Томислав Дончев             | політик                                                             | 27 липня 2021                     | Moderna         |                                                                             | [ 212 ] [ 325 ]         |
| Делян Добрев                | політик                                                             | 27 липня 2021                     | Pfizer–BioNTech | Раніше перехворів на COVID-19                                               | [ 326 ] [ 327 ]         |
| Младен Маринов              | Політик, правознавець                                               | 27 липня 2021                     | не визначено    | Раніше перехворів на COVID-19                                               | [ 212 ] [ 328 ]         |
| Анна Александрова           | політик                                                             | 27 липня 2021                     | не визначено    | Раніше перехворіла на COVID-19                                              | [ 326 ] [ 329 ]         |
| Делян Пеєвський             | Політик, підприємець                                                | 22 жовтня 2021 (бустерну дозу).   | не визначено    |                                                                             | [ 331 ]                 |
| Йордан Цонев                | Політик, заступник голови Руху за права і свободи                   | 22 жовтня 2021                    | не визначено    |                                                                             | [ 331 ]                 |
| Радослав Реванський         | Політик, міський голова Белиці                                      | 22 жовтня 2021                    | не визначено    |                                                                             | [ 331 ]                 |
| Ахмед Ахмедов               | Політик, заступник голови Руху за права і свободи                   | 16 листопада 2021 (бустерна доза) | не визначено    |                                                                             | [ 333 ]                 |
| Станіслав Анастасов         | Політик, заступник голови Руху за права і свободи                   | 16 листопада 2021                 | не визначено    |                                                                             | [ 333 ]                 |
| Халіл Летіфов               | Політик, заступник голови Руху за права і свободи                   | 16 листопада 2021                 | не визначено    |                                                                             | [ 333 ]                 |
| Іскра Михайлова             | Політик, євродепутат                                                | 16 листопада 2021                 | не визначено    |                                                                             | [ 333 ]                 |
| Атідже Алієва-Велі          | Політик, євродепутат                                                | 16 листопада 2021                 | не визначено    |                                                                             | [ 333 ]                 |
| Уті Бачваров                | Актор, телеведучий, професійний кухар                               | 14 грудня 2021                    | Moderna         | Раніше перехворів на COVID-19                                               | [ 334 ]                 |
| Румен Радев                 | Президент, 2017                                                     | 6 січня 2022 (бустерна доза)      | не визначено    |                                                                             | [ 335 ]                 |

## Медичні аспекти щеплень

### Загальні міркування
Аспарух Ілієв, болгарський фахівець з молекулярної нейроінфекції з Бернського університету, високо оцінив дві РНК-вакцини, охарактеризувавши їх як надзвичайно безпечні та вважаючи їх дуже схожими одна на одну. Він зазначив, що вакцина AstraZeneca має чудовий профіль безпеки, і може насправді надавати навіть кращий захист, ніж показано в попередніх дослідженнях, вважаючи все порівняння між трьома вакцинами безглуздим, закликаючи людей користуються нагодою зробити собі щеплення, а алерголог Богдан Петрунов стверджував, що AstraZeneca нічим не поступається РНК-вакцинам.
У квітні 2021 року пульмонолог Коста Костов, визнаючи проблему резервування вакцини в Болгарії, також заявив, що наратив про те, що всі схвалені вакцини на рівні ЄС однаково безпечні та ефективні, є помилковим.
Андрій Чорбанов, співробітник Інституту мікробіології Болгарської Академії наук і провідний діяч у розробці болгарської вакцини, хоча й підтримував вакцинацію вразливих груп, стверджував, що природний імунітет набагато сильніший, ніж імунітет, спричинений вакциною, вважаючи, що люди, які одужали від COVID-19, мають дуже стійкий імунітет, і виступив проти обов'язкових щеплень проти COVID-19 для молодих і здорових людей. На його думку, основним знаком питання навколо вакцин залишається їх фактична ефективність, тоді як їх безпека та побічні ефекти не є проблемою. Так само імунолог Велізар Шиваров стверджував, що люди, у яких є антитіла, можуть дозволити собі чекати щеплення. У лютому 2021 року член Національного оперативного штабу з боротьби з коронавірусом у Болгарії Тодор Кантарджиєв заявив, що однієї дози вакцини може бути достатньо для людей, які одужали після COVID-19, і також висловив думку, що людині, яка інфікується між двома ін'єкціями, може не знадобитися друга ін'єкція. Алерголог Богдан Петрунов і нейроінфекціоніст Аспарух Ілієв заперечували твердження Чорбанова, наголошуючи, що імунітет, індукований вакциною, значно надійніший за природний, особливо щодо мутантних штамів вірусу, таким чином надаючи більший захист, навіть якщо імунітет, спричинений інфекцією, може бути досить сильним.
У Болгарії особи, які перехворіли на COVID-19, можуть пройти процедуру дводозної вакцинації не раніше ніж через 3 місяці після лабораторного підтвердження діагнозу. У випадку громадян, які інфікуються після отримання першої ін'єкції (у випадку дворазових вакцин), другу дозу вакцини слід було вводити щонайменше через 6 місяців після офіційного лабораторного діагнозу. Рекомендації національного оперативного штабу з вакцинації в Болгарії полягали у тому, щоб другу дозу вакцини Oxford-AstraZeneca вводити принаймні через 10 тижнів після першої.
Змішування різних типів вакцин, особливо коли йдеться про спробу завершити другий етап процесу вакцинації за допомогою іншої вакцини, спочатку не рекомендувалося, але все ще розглядалося як можливість, залежно від висновків подальших досліджень, і пізніше помічено ознаки того, що поєднання AstraZeneca і Pfizer може створити більш потужну імунну відповідь, оскільки аденовірусні вакцини, як правило, краще стимулюють відповідь Т-клітин, тоді як РНК-вакцини виробляють вищі рівні антитіл. Вірусолог Радостіна Александрова зазначає, що захисні титри антитіл у результаті змішування цих вакцин можуть бути в 6 разів вищими, хоча попереджає, що розміри вибірки з точки зору учасників дослідження були невеликими та існують певні невизначеності щодо ефективності та безпеки.
У квітні 2021 року міністр охорони здоров'я уточнив, що вакцину Oxford-AstraZeneca не вводитимуть жінкам віком до 60 років із підвищеним ризиком тромбозу та/або тромбоцитопенією в анамнезі. Головний санітарний інспектор Ангел Кунчев заявив, що жінки до 30 років, які завзято курять, приймають контрацептиви та мають надмірну вагу, найбільш схильні до ризику утворення тромбів. Люди, які отримали першу дозу цієї вакцини, не відчувши жодних серйозних побічних ефектів, можуть завершити процес вакцинації тією ж вакциною, а ті, хто цього не бажає, можуть вибрати одну з двох РНК-вакцин для другого введення, але не раніше ніж через 84 дні після першої ін'єкції Oxford-AstraZeneca. Раніше Болгарія також розглядала можливість комбінування вакцин AstraZeneca та Johnson & Johnson. Станом на 10 травня 2021 року повідомлялося, що дуже мало людей, які мали отримати другу дозу, вирішили вибрати РНК-вакцину замість AstraZeneca. 26 серпня 2021 року стало відомо, що приблизно 3 тисячі болгар вирішили прийняти РНК-вакцину як другу дозу.
Імунолог Богдан Петрунов рекомендував болгарам отримувати щеплення проти грипу, крім щеплення від COVID-19. У Болгарії багато практикуючих лікарів радять, щоб був інтервал принаймні від 10 днів до 2 тижнів між введенням вакцини проти грипу та вакцини проти COVID-19. Однак обидва щеплення також можна отримати одночасно відповідно до вказівок міністерства охорони здоров'я від осені 2022 року, які узгоджуються з порадами Європейської комісії та ВООЗ. Країна закупила 190 тисяч доз вакцини проти грипу за період з жовтня 2022 року по лютий 2023 року.

### Перебіг вакцинації та безпосередній період після неї
За словами експертів, особі з безсимптомним чи помірним перебігом хвороби не потрібно проходити тестування на COVID-19 перед тим, як отримати вакцинацію. Вакциновану особу, як правило, рекомендується тримати під наглядом протягом 15–20 хвилин у рідкісних випадках, коли потрібно впоратися з будь-якими потенційними побічними ефектами. Особам, які хочуть отримати бустерну дозу, не потрібно проходити тест на антитіла. У жовтні 2021 року міністерство охорони здоров'я оприлюднило додаткову інформацію щодо протипоказань до щеплення вакциною Pfizer-BioNTech — наявність важкої алергії на компонент вакцини, приналежність до вікової групи нижче зазначеної в короткій характеристиці вакцини, та перебування в ізоляції або наявність симптомів COVID-19. Через низький рівень вакцинації виконуючий обов'язки міністра охорони здоров'я Асен Меджидієв у серпні 2022 року заявив, що медичним працівникам буде дозволено відкривати багатодозові флакони вакцини Pfizer-BioNTech, навіть якщо присутня лише одна особа, яка бажає отримати щеплення.

### Поствакцинальні ускладнення
Станом на 4 січня 2021 року до Виконавчого агентства з лікарських засобів було повідомлено лише про 4 побічні реакції на введені вакцини — це були головний біль і біль у м'язах, при цьому всі симптоми у вакцинованих швидко зникали. Станом на 12 березня 2021 року було подано трохи більше 830 повідомлень про небажані побічні ефекти. Станом на 19 березня 2021 року було подано близько 1200 таких повідомлень із частотою 4 на кожні 1000 вакцинованих для AstraZeneca, 3 на кожні 1000 осіб для Moderna та трохи більше 2 на 1000 для Pfizer. Згідно з іншими джерелами, частота таких скарг для всіх трьох вакцин становила приблизно 3,2 на кожні 1000 введених доз, причому висока температура (понад 38 градусів за Цельсієм) розглядалася як більш типовий побічний ефект AstraZeneca. Станом на 17 січня 2022 року було опубліковано 3861 скаргу, 10 % з них оцінено як такі, що відповідають критеріям серйозності, і жодного смертельного результату, остаточно доведеного, пов'язаного з вакцинами. Останнє уточнення було зроблено здебільшого у відповідь на твердження суперечливого інфекціоніста Атанаса Мангарова, який зробив заяви про те, що були летальні випадки, пов'язані з вакцинами. Станом на 3 травня 2022 року було подано 4069 таких повідомлень, що еквівалентно частоті 0,92 поствакцинальних ефектів на 1000 доз. Станом на 1 вересня 2022 року було отримано 4176 таких повідомлень, що дорівнює тому ж співвідношенню 0,92 скарги на вакцину на 1000 доз. Станом на 24 листопада 2022 року було опубліковано 4188 таких звітів, що еквівалентно 0,91 на 1000 доз.
Виконавчий директор Болгарського агентства з лікарських засобів Богдан Кирилов зазначив, що всі серйозні побічні реакції у випадку з AstraZeneca виникли після першої дози. Згідно зі звітом міністерства охорони здоров'я від жовтня 2021 року, побічні ефекти частіше спостерігаються після другої дози у випадку РНК-вакцин, при цьому висока температура зустрічається рідко. У січні 2021 року Тодор Кантарджиєв заявив, що побічні ефекти вакцин проти COVID-19 нічим не відрізняються від побічних ефектів вакцин проти грипу.
У березні 2021 року ряд країн ЄС тимчасово призупинили вакцинацію вакциною Oxford—AstraZeneca після повідомлень про смертельні або небезпечні для життя тромбози з низьким вмістом тромбоцитів у кількох людей, які нещодавно отримали дозу, хоча прямого причинно-наслідкового зв'язку вакцини з цим ускладненням ще не встановлено. Болгарія входила до числа 17 отримувачів у ЄС вакцини, які є частиною партії ABV5300, яку досліджували австрійські органи охорони здоров'я, а також Європейське агентство з лікарських засобів. Болгарія отримала 31200 доз із цієї партії 12 лютого, більшість із них було введено, але жодних серйозних побічних ефектів не повідомлялося до 12 березня. Виконавчий директор Болгарського агентства з лікарських засобів Богдан Кирилов спочатку заявив, що країна має намір продовжити процес вакцинації, як планувалося. Однак 12 березня 2021 року Бойко Борисов наказав припинити вакцинацію AstraZeneca до отримання письмового висновку Європейського агентства з лікарських засобів, що розвіює всі сумніви щодо безпеки вакцини. У результаті Кирилов наказав тимчасово скасувати розповсюдження та використання всіх доз AstraZeneca в країні. На рішення також вплинуло повідомлення про смерть 57-річної жінки з Пловдива з кількома хронічними захворюваннями невдовзі після вакцинації. 18 березня 2021 року Європейське агентство з лікарських засобів опублікувала заяву про те, що все ще вважає баланс користі та ризику від вакцини позитивним. Також було встановлено, що у випадку 57-річного громадянина Болгарії тромбозу не спостерігалося. Наступного дня в Болгарії відновили щеплення AstraZeneca. 21 травня 2021 року Європейське агентство з лікарських засобів запровадило протипоказання для повторного введення препарату AstraZeneca у разі утворення тромбів із низьким рівнем тромбоцитів (тромбоз із синдромом тромбоцитопенії), що виникають після першої ін'єкції, а 11 червня 2021 року видало попередження проти введення цієї вакцини людям із синдромом гіперпроникності капілярів.
Після того, як подібна проблема призупинила введення вакцини Johnson & Johnson, 20 квітня 2021 року Європейське агентство з лікарських засобів підтвердило, що виявила зв'язок між вакцинацією та випадками дуже рідкісних незвичайних тромбів із низьким рівнем тромбоцитів, заявивши, що інформація про продукт повинна містити такі попередження, а також оцінка співвідношення користі та ризику на користь вакцини.
З 25 травня 2022 року інтервал часу для дітей віком від 12 до 17 років, протягом якого вони можуть отримати бустерну дозу вакцини Pfizer-BioNTech після завершення звичайної схеми щеплення цією ж вакциною, скорочено з 6 до 3 місяців.
Провідні імунологічні лабораторії в країні мали спостерігати щонайменше за 1000 болгар протягом 2 років, щоб оцінити характер і стійкість їх імунітету до COVID-19.

## Процедури, що стосуються щеплень
Вакцинація проти COVID-19 є добровільною та безкоштовною для всіх громадян. Видача свідоцтва про вакцинацію також була безкоштовною для громадян. Медикам, які вводили вакцину, держава платила 10 левів за ін'єкцію. Хоча процес неофіційно розпочався ще в грудні 2020 року, наприкінці січня 2021 року багато громадян почали записуватися на щеплення до своїх лікарів загальної практики, а система онлайн-реєстрації почала функціонувати 4 березня 2021 року. Понад 40 тисяч болгарських громадян зареєструвалися до пізньої половини дня 5 березня. Станом на 10 березня 2021 року приблизно 70 тисяч осіб обрали місця для вакцинації на період з 11 по 31 березня. 28 травня 2021 року тимчасовий міністр охорони здоров'я схвалив шаблони цифрового сертифіката ЄС щодо COVID-19 для завершеного курсу вакцинації, незавершеного курсу вакцинації та завершеного курсу змішаної вакцинації. Особи, які отримали сертифікати вакцинації для щеплень, зроблених до 1 червня, зможуть отримати перевидані версії відповідно до вимог ЄС. У серпні 2021 року виконавчий директор Болгарського агентства з лікарських засобів Богдан Кирилов заявив, що немає гарантій, що вакцини залишаться безкоштовними для всіх громадян у майбутньому. Наприкінці вересня 2021 року інформаційний портал coronavirus.bg почав публікувати дані щодо статусу вакцинації осіб з позитивним тестом, тих, які потребують госпіталізації та тих, хто помер від хвороби. З 19 листопада 2021 року особам, які мають отримати щеплення, більше не було потрібно заповнювати та підписувати форму інформованої згоди. З 20 грудня 2021 року громадяни Болгарії, а також люди зі статусом постійного, довготермінового або тривалого проживання в Болгарії, які були вакциновані за кордоном, мають право отримати ревакцинацію. 1 липня 2022 року тимчасово припинила роботу онлайн-система попереднього запису місць на вакцинацію проти COVID-19.

## Юридичні аспекти
За словами адвоката з медичного права Марії Шаркової та експерта в галузі трудового права Тодора Капітанова, а також інших практикуючих юристів у Болгарії, роботодавці наразі не можуть висувати вимоги до своїх співробітників вакцинуватися проти COVID-19.
У вересні 2021 року Шаркова заявила, що введення бустерної дози може вважатися не за призначенням до будь-якої офіційної заяви, зробленої Європейським агентством з лікарських засобів, і тягне за собою ризики юридичних наслідків для практикуючих лікарів, які їх зроблять, особливо у випадку небажаних побічних ефектів, за винятком випадків, коли це юридично підтверджено підписом міністра охорони здоров'я. Міністерство охорони здоров'я наполягало на тому, що зелене світло, надане експертною радою з питань охорони здоров'я в Болгарії, має бути достатнім.
У серпні 2021 року, до запровадження вакцинальних перепусток на національному рівні, Пловдивський медичний університет почав вимагати від студентів, які відвідують практичні заняття, сертифікат про вакцинацію, негативний тест або доказ одужання від хївороби. У листі, адресованому засобам масової інформації, один із студентів заперечив конституційність цієї вимоги. Восени 2021 року низка інших університетів країни, які не мали наміру повністю переходити на дистанційне навчання, також наслідували їхній приклад із тією ж попередньою умовою відвідування.
Експерти з права попереджали, що плутана мова, яка використовується в багатьох положеннях, що стосуються вакцинальної кампанії, може ускладнити притягнення до відповідальності практикуючих лікарів, які надають фальшиві сертифікати вакцинації.
У січні 2022 року повідомлялося, що Болгарський Гельсінський комітет та Інститут європейської політики «Відкрите суспільство» (болг. Институт по европейски политики „Отворено общество“) подали до суду проти Болгарії за «провал вакцинації», зокрема вони подали скарги до Європейського Комітету соціальних прав та до Софійського міського суду. Це пов'язано з тим, що в період з грудня 2020 року по травень 2021 року країна не надала пріоритету особам із хронічними хворобами та особам похилого віку з точки зору надання їм доступу до вакцин, а також не зробила достатньо для інформування таких груп про переваги вакцинації. 36,9 % болгар віком старші 60 років були повністю вакциновані на той час.

## Вплив на епідемію

### Оцінки щодо імунітету в популяції
Вважаєлося, що офіційна кількість зареєстрованих випадків COVID-19 у Болгарії занижено фактично принаймні в 2 рази, математик Лучезар Томов припустив, що вона занижена в 6 разів, зі значною кількістю прихованих випадків COVID-19, які постійно не виявляються, частково через те, що люди купували набори для тестування на COVID-19 в аптеках і не повідомляли органи охорони здоров'я про свій результат. Восени 2020 року такі математики, як Микола Вітанов, помножили офіційно зареєстровані випадки на 8, а з 2021 року вони множили їх на 4, щоб отримати чіткішу картину щодо реальної епідеміологічної ситуації. Влітку 2022 року математик Огнян Кунчев підрахував, що реальна кількість випадків потенційно може бути в 10 разів вищою за офіційно зареєстровану через низький рівень тестування та трансмісивність варіанту Омікрон.
Епідеміологічне дослідження в червні 2020 року дійшло висновку, що 2 % болгар виробили антитіла проти COVID-19. Приватна лабораторія «Cibalab» проаналізувала 2665 зразків, зібраних по всій країні в період з 25 травня по 11 червня 2021 року, з них 1158 (43 %) дали позитивний результат на наявність антитіл. Це опитування було охарактеризовано як таке, що значно не відповідає стандартам репрезентативності та як методологічно підозріле, а експерти критикували міністерство охорони здоров'я за оприлюднення результатів.
Соціологи «Alpha Research» припустили, виходячи з результатів опитування за період між 11 і 18 грудня 2020 року, що 670 тисяч болгар, можливо, інфікувалися коронавірусом і одужали після цього. У лютому 2021 року опитування Інституту Ґеллапа, проведене між 4 і 12 числами цього місяця, дійшло висновку, що 1,5 мільйона болгар могли бути заражені коронавірусом. В опитуванні Інституту Ґеллапа у квітні 2021 року близько третини дорослих болгар стверджували, що одужали від вірусу або були вакциновані двома дозами вакцини.
Наприкінці січня 2021 року математик Николай Вітанов підрахував, що близько 20 % болгар могли стикатися з коронавірусом у тій чи іншій формі. У березні 2021 року лікар Еміль Христов, спираючись на різні джерела, надав ще вищу оцінку від 2 до 2,5 мільйонів, а також висловив скептицизм щодо того, що незабаром кількість вакцинованих почне перевищувати кількість тих, хто одужав від хвороби. Математик Лучезар Томов у березні 2021 року сказав, що будь-які цифри в районі 2 мільйонів, швидше за все, є завищеними, хоча він додав, що вони були досягнуті через 6 місяців — до вересня 2021 року.
Наприкінці квітня 2021 року Вітанов оцінив «щит» від вірусу (одужали та щеплені) у 33,6 % болгар. У вересні 2021 року, враховуючи ймовірність повторних заражень, Лучезар Томов оцінив «щит» приблизно в 40 %.
За словами керівника лабораторій «Cibalab» Недялка Калачова, 12024 із 26425 (45 %) людей, які здали зразки за листопад 2021 року, мали рівень антитіл IgG вище 150 BAU/мл (потрібно для зеленого сертифікату, якщо людина була вакцинована або має негативний результат тесту), хоча він вважає справді захисним порогом вище 700 BAU/мл.
Болгарія отримала від ЄС методологію для оцінки ситуації в країні з точки зору природного та вакцинованого імунітету до вірусу.

### Ефективність вакцини
За словами санітарного інспектора Ангела Кунчева, 93,8 % нових інфікувань COVID-19 протягом третього тижня серпня 2021 року були серед невакцинованих осіб. Пізніше Кунчев оголосив, що з 22 по 28 серпня 2021 року 97 % летальних випадків від COVID-19 зареєстровані у невакцинованих болгар. Восени 2021 року Венцислав Мутафчийський заявляв, що понад 90 % хворих на COVID-19 у Військово-медичній академії не були щеплені, причому понад 98 % випадків смертельних випадків припадає на невакцинованих осіб.

### Сценарії колективного імунітету

#### Прогнози колективного ефекту
За словами експертів, беручи до уваги ситуацію на початку 2021 року, 60 % вакцинованих плюс тих, хто перехворів і одужав, може бути достатнім для формування колективного імунітету. Тоді міністр охорони здоров'я Костадін Ангелов заявив у лютому 2021 року, що принаймні 70 % населення потрібно буде вакцинувати, щоб гарантувати повернення до нормального життя. У травні 2021 року вірусолог Радостіна Александрова, беручи до уваги різні мутації та затримку щеплень, попередньо розрахувала поріг колективного імунітету на рівні 80 %, тоді як у березні математик Лучезар Томов назвав цифру 85 %. припускаючи, що варіант Альфа стане домінуючим у країні. У липні 2021 року молекулярний біолог Георгій Маринов заявив, що колективного імунітету можна досягти, якщо імунізувати 90 % людей, хоча він також охарактеризував це як ймовірний тимчасовий стан справ через ослаблення імунітету від вакцин. Таким чином він порадив болгарам, імунізованим у грудні 2020 року та січні 2021 року, вже розглянути другий цикл вакцинації.
Асен Балтов, директор лікарні Пирогова, попередив у березні 2021 року, що принаймні 3 мільйони осіб повинні бути вакциновані до серпня-вересня, якщо країна хоче уникнути четвертої хвилі восени 2021 року, що підтвердив і тимчасовий міністр охорони здоров'я, який також визнав у червні 2021 року, що Болгарія стикається з реальним ризиком виникнення такого сценарію в разі недостатнього рівня вакцинації та через проблеми, що залишаються в системі охорони здоров'я. Математик Лучезар Томов заявив у середині червня 2021 року, що щонайменше 30 тисяч нових людей потрібно буде вакцинувати щодня (до 15 вересня 2021), щоб країна запобігла цьому.
Наприкінці квітня 2021 року лікар Микола Бринзалов, беручи до уваги співвідношення вакцинованих і тих, хто одужав, до новоінфікованих, передбачив, що якщо не буде серйозних мутацій вірусу, які вислизають від вакцин, наступної хвилі COVID-19 в Болгарії не буде.
Огнян Кунчев, член Інституту інформатики та математики Болгарської академії наук, у березні 2021 року оцінив, що епідемія припиниться до кінця 2021 року, якщо вакцинувати 100—120 тисяч осіб на місяць, вважаючи ймовірним, що приблизно 1 мільйон болгар уже мали контакт з вірусом. Алерголог Богдан Петрунов заявив у березні 2021 року, що вакцинації 2 мільйонів болгар може бути достатньо для досягнення колективного імунітету, тоді як математик Лучезар Томов наполягав, що для колективного імунітету населення будуть потрібні приблизно 5 мільйонів вакцинованих.
У середині квітня 2021 року Костадін Ангелов заявив, що за оптимістичним сценарієм колективний імунітет може бути досягнутий до кінця червня, причому більш реалістичною оцінкою є кінець липня, а найпесимістичнішою — кінець серпня.

#### Домінуючі варіанти
Різні варіанти COVID-19 та їх взаємодія з природним імунітетом і імунітетом, спричиненим вакциною, ймовірно, змінять початкові розрахунки, коли справа доходить до порогів колективного імунітету.
У червні 2021 року Національним центром інфекційних та паразитарних захворювань країни було виявлено наявність варіантів Бета та Дельта. Останній зарекомендував себе як домінуючий варіант (був знайдений у понад 50 % зразків геномного секвенування) ще в середині липня 2021 року, почавши швидко витісняти варіант Альфа. Заразність Дельти та все ще низький рівень охоплення щепленнями змусили деяких експертів припустити, що нова хвиля може виникнути в Болгарії до кінця серпня, що зрештою матеріалізувалося як сценарій того часу.
У вересні 2021 року математик Лучезар Томов заявив, що хвиля, спричинена варіантом Альфа, яка вразила Болгарію навесні, могла частково компенсувати дуже низький рівень охоплення населення вакцинацією, хоча він все ще очікував значного зростання випадків через початком навчального року та агресивністю варіанту Дельта, також висловлюючи серйозне занепокоєння через слабкі заходи боротьби з поширенням хвороби.
Наприкінці листопада 2021 року математик Антоній Рангачев заявив, що запровадження зелених сертифікатів і перехід на онлайн-навчання для деяких студентів були основними факторами, які сприяли повороту ситуації під час четвертої хвилі епідемії, хоча він висловив стурбованість тим, що випадки COVID-19 у країні можуть залишатися на високому плато.
22 грудня 2021 року власник лабораторій «Cibalab» Недялко Калачов повідомив, що у 6 зразках вірусу виявлено варіант Омікрон. Іва Христова, керівник Центру інфекційних і паразитарних захворювань, заявила, що наявність варіанту потрібно буде підтвердити за допомогою геномного секвенування, для якого в приватних лабораторіях бракує технологій, а точні висновки, як очікується, будуть доступні після нового року. В інтерв'ю 27 грудня 2021 року математик Ніколай Вітанов оцінив, що Омікрон уже є в Болгарії, вважаючи, що випадки цього варіанту почнуть зростати до середини січня 2022 року, а п'ята хвиля хвороби відбудеться в лютому 2022 року в результаті дуже високої трансмісивності Омікрону та все ще низький рівень вакцинації населення. 2 січня 2022 року органи охорони здоров'я підтвердили перші 12 випадків захворювання на варіант Омікрон. 7 інфікованих не були щеплені, 5 були повністю вакциновані, і жоден з них не отримав бустерну дозу. До другої половини січня 2022 року Омікрон витіснив Дельту з точки зору домінування в Болгарії. У лютому 2022 року Лучезар Томов попередив, що Болгарія досі не змогла переламати жодних негативних тенденцій щодо великих спалахів коронавірусу, покладаючись головним чином на колективний імунітет і без введення нових заходів.

### Базове репродукційне число
Вважалося, що базове репродукційне число для коронавірусу може досягати значень 5 або 6, якщо поширення неконтрольоване, зростаючи до 7 і 9 у випадку варіанту Дельта, з потенційним коефіцієнтом відтворення 15 при появі варіанту Омікрон. Ще одне застереження полягало в тому, що у випадку COVID-19 це може бути не найкращим показником стану епідеміологічної ситуації через поширеність суперрозповсюджувачів.
У Болгарії базове репродукційне число оцінювалося на рівні 1,9 (10 людей заразили ще 19) наприкінці жовтня 2020 року, між 1,2 і 1,3 на початку березня 2021 року, та близько 1,1 22 березня 2021 року (перший день третього локдауну). 13 травня 2021 року математик Ніколай Вітанов оголосив, що третя хвиля в Болгарії закінчується, наголосивши на важливості щеплень і оцінивши базове репродуктивне число на рекордно низькому рівні 0,595. Приблизно через місяць, 11 червня, воно становило 0,716.
Ефективне число відтворення досягло значення 1,7 протягом перших тижнів епідемії, і коливалося на рівні трохи вище 1 у травні 2020 року. Вважалося, що воно постійно зростало з 14 січня 2021 року, перевищивши 1 до на початку лютого 2021 року. Воно було нижчим за 1 у травні 2021 року, і за розрахунками приблизно становило 0,81 6 травня 2021 року та приблизно 0,80 6 червня 2021 року. У середині липня 2021 року експерти попереджали, що це число знову наблизилось до 1, що також було остаточно оцінено як початок четвертої хвилі, і воно досягло значення 1,5 на початку серпня. Воно продовжувало постійно перевищувати 1 протягом наступних 2 місяців, приблизно 22 жовтня оцінювався як 1,3, хоча в листопаді воно опустилося нижче 1, а ближче до кінця цього місяця знову почало коливатися навколо цього числа. Число відтворення залишалося на рівні близько або трохи нижче 1 протягом грудня, перш ніж різко підвищитися і досягти 1,7 у січні 2022 року. Згодом воно впало до трохи вище 1, і оцінювалось як стабільне на рівні 0,99 ближче до кінця місяця. За оцінками, протягом лютого 2022 року та березня 2022 року воно було нижче або трохи нижче 1.

## Інші медичні втручання
Вакцини проти COVID-19 залишаються найнадійнішим засобом захисту від інфекції, важкого перебігу захворювання, летальних наслідків і віддалених наслідків хвороби. Наявність людей із ослабленим імунітетом серед населення, які можуть не отримати повної користі від вакцинації, і особливо досить низький рівень охоплення вакцинацією в Болгарії, тим не менш, призвели до того, що увага до потенційних ліків від COVID-19 тривала ще довго після початку кампанії імунізації, з надією на відкриття високоефективного та доступного препарату, який вважався б одним із способів справді покласти край пандемії.
Щодо лікарських засобів проти COVID-19, Болгарія використовувала, серед інших ліків і залежно від тяжкості симптомів, ремдесивір, який був уперше схвалений у червні 2020 року, а країна мала закупити понад 180 тисяч флаконів препарату до листопада 2021 року, і дексаметазон. Івермектин, який Виконавче агентство з лікарських засобів Болгарії схвалило 15 січня 2021 року для лікування шлунково-кишкового стронгілоїдозу, деякі лікарі призначали без дозволу, незважаючи на те, що його використання, якщо не входить до сфери добре спланованих клінічних досліджень, суперечить порадам Європейського агентства з лікарських засобів і ВООЗ, частково через можливість серйозних побічних ефектів. Також з квітня 2020 року для лікування хвороби застосовувався колхіцин, і він показав перспективність у лікуванні, хоча його ефективність і точне дозування ще оцінювалися.
У жовтні 2021 року країна замовила 3000 доз моноклональних антитіл, які надійшли в листопаді 2021 року і можуть застосовуватися в лікарняних умовах. Болгарія також підписала контракт на поставку 20 тисяч доз молнупіравіру, а також невизначеної кількості паксловіду, успішні клінічні випробування якого були проведені в лікарні Святого Пантелеймона в Пловдиві у грудні 2021 року. Міністерство охорони здоров'я також підписало договір на закупівлю анакінри.
Якість лікування та протоколи, яких дотримувалися в країні, критикували низка лікарів і вчених з багатьох причин, особливо через відсутність у лікарів єдиного підходу до лікування симптомів COVID-19, і такі підходи, як надмірна довіра щодо антибіотиків на ранніх стадіях захворювання., причому ВООЗ також відзначила, що останнє викликає занепокоєння. Співвідношення кількості персоналу та кількості пацієнтів для важких випадків COVID-19 також вважалося таким, що далеко не відповідало міжнародним стандартам.

## Скандали та критика

### Внутрішня критика політики влади
Уряд потрапив під пильне спостереження через затримку із замовленням ряду вакцин, відсутність достатньої прозорості щодо кількості, заклик відмовитися від ввезення двох РНК-вакцин, яких Болгарія замовляла попередньо, а також причини, що лежали в основі його рішення зосередити свою кампанію вакцинації, зокрема, на вакцині Oxford-AstraZeneca. У випадку з вакциною AstraZeneca через нижчу вартість вакцини порівняно з РНК-вакцинами, та простіші вимоги щодо зберігання першої, владу переважно критикували за те, що вона вибирала вакцину з фінансових міркувань, а не з міркувань збереження здоров'я. Занепокоєння також викликало те, що уряд не окреслив план створення спеціальних центрів вакцинації, та навчання додаткового персоналу, здатного робити щеплення, що призвело до повільних темпів вакцинації. Відсутність доцільності щеплень була оцінена як факт, що тягне за собою значні ризики для країни, яка хоче досягти своїх цілей економічного зростання на 2021 рік, і була визнана ймовірною причиною (у поєднанні з послабленням багатьох протиепідемічних заходів протягом квітня 2021 року) значного зниження привабливості країни як літнього місця відпочинку для туристів через високий рівень зараження. Станом на кінець травня 2021 року було введено лише 45 % доз вакцини, поставлених до Болгарії, порівняно із середнім показником для ЄС у 85 %. У вересні 2021 року головний інспектор охорони здоров'я Ангел Кунчев повторив, що якщо рівень охоплення вакцинацією залишиться на низькому рівні, Болгарія навряд чи побачить туристів у 2022 році.
Пульмонолог Коста Костов дуже критично оцінив спосіб організації та проведення вакцинальної кампанії, вважаючи, що вона не базується на співчутті, не вірячи тому, що особи старші 65 років та клінічно вразливі особи перебувають у фазі 4, а не на початку черги, та підтримкою того, що особи, які одужали від хвороби, не повинні бути вакциновані, доки не буде достатньої кількості вакцини. Подібним чином експерт з питань рівності в охороні здоров'я Дімітрина Петкова охарактеризувала план вакцинації як несправедливий по відношенню до людей похилого віку через те, що надається більше значення зменшенню поширення за рахунок вакцинації економічно активної молоді, а не зосередження уваги на особливо вразливих групах, щоб врятувати якомога більше життів, цю думку повторив тимчасовий міністр охорони здоров' Стойчо Кацаров, який вважав, що неправильний підхід щодо визначення пріоритетів і проблем із закупівлею вакцини призвів до втрати 10 тисяч життів.
Рішення уряду 19 лютого 2021 року про запуск процесу масової вакцинації було розкритиковане за створення хаосу, коли лікарі загальної практики скаржилися на відсутність вакцин, наданих їм для зареєстрованих пацієнтів, які в основному належать до груп високого ризику, більшість доз розподіляється в лікарнях для випадкових щеплень, що не дозволяє проводити ретельні медичні огляди людей перед введенням вакцини. Також висловлювалося занепокоєння, що особи, які вже отримали одну ін'єкцію, можуть не отримати другу ін'єкцію за розкладом. Зміни в правилах проведення вакцинації були оскаржені через сумнівну правову базу внаслідок очевидної суперечності із власним поетапним підходом влади до вакцинації, що передбачає надання пріоритету вразливим групам, таким як люди похилого віку, і характеризується як відчайдушна спроба збільшити статистику вакцинації. Станом на 1 квітня 2021 року було щеплено лише 9 % осіб похилого віку та хронічно хворих. Станом на 18 травня 2021 року менше 20 % людей, які вважаються особливо вразливими, отримали принаймні одну дозу вакцини. Станом на 24 червня 2021 року третина мешканців будинків престарілих отримала принаймні одне щеплення. Це питання призвело до перехресної перестрілки в пресі між Костадіном Ангеловим і його наступником в уряді Стойчо Кацаровим.
Потреба лікарів загальної практики стояти в чергах за вакцинами для своїх пацієнтів перед регіональними інспекціями охорони здоров'я спричинила напругу, та була названа принизливою, а також прикладом неефективного використання часу. У відповідь на це питання тимчасовий уряд вирішив у травні 2021 року створити пункти матеріально-технічного забезпечення для кожного муніципалітету, куди обласні інспекції охорони здоров'я мають доставляти флакони з вакцинами, враховуючи кількість, яку запитують лікарі загальної практики.
Колишній міністр охорони здоров'я Костадін Ангелов розкритикував тих лікарів, які заохочували своїх пацієнтів не робити собі щеплення.
У березні 2021 року деякі медичні експерти в Болгарії охарактеризували тимчасове призупинення щеплень вакциною Oxford-AstraZeneca як надмірну реакцію та потенційно небезпечне з точки зору розпалювання страхів серед уже вакцинованих, тоді як у вересні 2021 року тимчасовий міністр охорони здоров'я Стойчо Кацаров звинуватив Бойко Борисова у втручанні зі створення зниження довіри людей до цієї вакцини.
Експертна рада з акушерства та гінекології спричинила скандал, наполегливо рекомендувавши вагітним жінкам не робити щеплення, всупереч існуючим науковим доказам.
Ряд засобів масової інформації висловили занепокоєння тому, як уряд повідомляє офіційні дані щодо кількості вакцинованих осіб, вважаючи, що це викликає плутанину. Були також висловлені занепокоєння щодо відсутності цілеспрямованої кампанії з вакцинації дітей віком від 12 років.
Видача підроблених сертифікатів про вакцинацію особами, які працюють у сфері медицини, спричинила занепокоєння, засоби масової інформації голосно звертали увагу на такі випадки, і 14 таких сигналів отримано офісом головного прокурора на початку жовтня 2021 року.
Спосіб, у який влада запровадила «зелені сертифікати» у жовтні 2021 року, був розкритикований експертами через те, що вони були запізнілими, а також через відсутність достатнього попереднього попередження, особливо враховуючи низький рівень вакцинації в Болгарії., за створення паніки серед громадян, що також перешкоджає роботі медичних працівників, за потенційне заохочення до видачі підроблених документів, потенційні ризики для здоров'я через те, що особи, які ще далеко не пройшли курси вакцинації, можуть не отримати їх, у поєднанні з науково підозрілою видачею таких документів виключно на основі рівня антитіл, і через те, що вони не є достатньо суворим заходом, який не є адекватною заміною карантину.

### Інциденти і скандали під час вакцинації
Деякі з вакцин, які прибули до Софії 26 грудня, згодом були відправлені до Пловдива мікроавтобусом компанії харчової промисловості «Лекі», а потім по дорозі до місця зберігалися в рефрижераторі «ЗіЛ», що викликало критику та глузування в соцмережах, але міністерство охорони здоров'я навело приклади такої залежності від послуг приватні компанії, що не є незвичайною практикою в західних країнах, і стверджувало, що всі належні вимоги були дотримані.
9 січня 2021 року міністерство охорони здоров'я повідомило, що воно проводить термінове розслідування після отримання інформації про те, що радники муніципалітету Санданський вже були вакциновані, незважаючи на те, що вони не входили до груп, які були пріоритетними під час першого етапу, як це передбачено планом вакцинації. Директор лікарні в Санданському згодом заявив, що ряд осіб, які мали пріоритет у плані вакцинації, зрештою відмовилися від цього, тож було призначено зустрічі з міськими радниками (які були серед волонтерів у популяризації вакцини Pfizer-BioNTech) у короткий термін, щоб дози не пропали даремно. Однак після розгляду фактів міністр охорони здоров'я був категоричний, що протоколи не були дотримані під час вакцинації 24 осіб, оскільки було достатньо часу для належного перерозподілу вакцин, тому міністр сказав, що якщо він мав повноваження, він би звільнив директора лікарні від його обов'язків.
У лютому 2021 року головний національний інспектор охорони здоров'я Ангел Кунчев виявив, що люди, які дотримуються поглядів проти вакцинації, у ряді випадків навмисно записувалися на щеплення, а потім не з'являлися в надії саботувати процес вакцинації. Система онлайн-запису на щеплення зазнала хакерських атак.
Наприкінці лютого 2021 року молодій парі з Плевена відмовили у вакцинації через відсутність належного медичного страхування. Міністр охорони здоров'я розпорядився розглянути цей випадок, підтвердивши, що кожен болгарський громадянин має право на вакцинацію, незалежно від його чи її статусу медичного страхування. Йордана Георгієва, директора лікарні Святого Пантелеймона, де сталася ситуація, критикували за те, що він не був знайомий із політикою міністерства охорони здоров'я, а журналісти також звернули увагу на численні випадки отримання громадянами Великої Британії без медичного страхування щеплення в Болгарії. Згодом чоловіка та жінку запросили інші лікарні міста, щоб їх провакцинувати.
У березні 2021 року Ангелов розповів, що деякі люди записувалися на участь у виборчих комісіях (без наміру виконувати свої зобов'язання) лише для того, щоб зробити собі щеплення.
У травні 2021 року поліцію довелося викликати після того, як громадяни Туреччини, деякі з яких також мали іспанські паспорти, які перетнули кордон, щоб скористатися «зеленими коридорами» Болгарії, спробували зробити щеплення в мобільному пункті вакцинації біля регіональної інспекції охорони здоров'я Бургаса. Згідно з болгарським законодавством, тільки іноземці, які постійно проживають у Болгарії, або ті, хто відповідає певним критеріям, наприклад, іноземні студенти, які навчаються в болгарських університетах або члени дипломатичних місій, а також ті, хто має подвійне громадянство, мають право на вакцинацію в країні.
У вересні 2021 року група скептиків щодо вакцини назвала себе «Комітет порятунку» які вимагали документ, що підтверджує, що вакцини дозволені для введення в Болгарії, зірвали процедуру в мобільному пункті вакцинації біля входу в Морський сад у Варні, що врешті призвело до припинення його роботи. Інцидент рішуче засудив міністр охорони здоров'я.
З кінця вересня 2021 року біля пам'ятника царю-визволителю та старого будинку національного парламенту на видному місці членами "Народної партії «Правда і тільки Правда» (болг. Народна партия Истината и само истината), пов'язаної із кандидатом у президенти Венциславом Ангеловим, розміщено банери, які проголошували, що COVID-19 — це обман, і виступали проти всіх вакцин. На початку жовтня голова адміністрації Средецького району, до якого відноситься ця територія, Трайчо Трайчов наполягав на знятті банерів, але організатори акції змогли отримати дозвіл від муніципалітету щодо продовження розміщення банерів. Такі самі банери мер міста Пенчо Мілков наказав зняти в Русе, рідному місті Ангелова. Низка видань критикували його колегу з Софії Йорданку Фандикову за те, що вона не дотримується того ж курсу.
У жовтні 2021 року поліція знищила злочинну мережу, яка діяла по всій країні та була причетна до видачі фальшивих сертифікатів вакцинації проти COVID-19. У Велико-Тирново було затримано 4 підозрюваних. Було встановлено, що було надано принаймні 5 таких документів, причому 2 з одержувачів більше не проживають у країні. До злочинної організації були залучені працівник лікарні в Кюстендилі та фельдшер з Ябланиці. Це питання привернуло увагу в сусідній Греції, оскільки деякі грецькі громадяни отримали такі сертифікати, і вважають, що штаб-квартира кількох злочинних угруповань причетна до цієї практики перебувала в місті Санданський.
20 жовтня 2021 року на тимчасово виконуючого обов'язки міністра освіти Николая Денкова скоїли напад прихильники партії «Возрождане», яка протестувала проти «зелених сертифікатів» та іншої політики, зокрема носіння масок школярами. Один із фігурантів справи намагався побити освітянина, але присутність поліцейських запобігла ескалації ситуації.
23 жовтня 2021 року лідер партії «Возрождане» Костадін Костадінов, опублікував у своєму профілі Facebook відео, в якому стверджується, що болгарам вводять прострочені вакцини. Міністерство охорони здоров'я спростувало це, стверджуючи, що не було випадків використання вакцин після закінчення терміну придатності, та що Європейське агентство з лікарських засобів змінило термін придатності вакцини Pfizer із 6 до 9 місяців у загальному порядку. 24 жовтня 2021 року Бойко Борисов зробив таке ж звинувачення, внаслідок чого міністр охорони здоров'я дав заяву до прокуратури в Софії через те, що він розцінив як поширення фейкових новин.
У листопаді 2021 року після розслідування телеканалу «Нова ТБ» в Софії було розкрито шахрайську схему з вакцинацією проти COVID-19 за участю Величко Георгієва, політика з коаліції «Патріотичний фронт». Георгієва, який був кандидатом у депутати національного парламенту, було знято з перегонів, і позбавлено імунітету. У тому ж місяці поліція виявила ще одну мережу видачі фальшивих сертифікатів вакцинації проти COVID-19, яка діяла в Раковському та Асеновграді, яке видало принаймні 250 таких документів, при цьому було заарештовано 4 осіб.
У листопаді 2021 року головний санітарний інспектор Ангел Кунчев, вакцинований двома дозами, дав позитивний результат тестування на COVID-19. Згодом в Інтернеті поширилися фейкові новини про те, що він був госпіталізований у важкому стані, та помер від хвороби.
31 грудня 2021 року на площі Олександра Баттенберга в Софії за кілька годин до Новорічної ночі поліцією було затримано 53-річного колишнього військовослужбовця після висловлювання антивакцинальних поглядів та погроз підірвати гранату.
У січні 2022 року скандальний теоретик змови Венцислав Ангелов з агресією накинувся та вступив у серйозну фізичну перепалку з медичним працівником, який вводив вакцину Janssen, що, як стверджувалося, призвело до смерті вакцинованого, а потім був заарештований поліцією.
21 січня 2022 року повідомлялося, що генеральна прокуратура веде перевірку щодо лікаря-інфекціоніста Атанаса Мангарова через його звинувачення (спростовані МОЗ) про понад 500 смертей внаслідок введення вакцин. У жовтні 2022 року Софійська окружна прокуратура постановила, що заяви Мангарова не є розпалюванням паніки, і він не може бути притягнутий до юридичної відповідальності за них.
У лютому 2022 року поліція зламала мережу в медичному центрі в Софії, яка займалася видачею понад 3000 фальшивих зелених сертифікатів.

### Критика з-за кордону
У грудні 2020 року Болгарія заявила, що візьме на себе ініціативу щодо забезпечення вакцинами Північної Македонії та інших держав Західних Балкан, але станом на середину лютого 2021 року це не здійснилося, і Болгарія намагалася отримати достатню кількість вакцин для власних громадян, викликавши критичні заголовки в македонських та болгарських засобах масової інформації. 29 травня 2021 року було підтверджено, що Болгарія передасть 50 тисяч своїх доз вакцини Північній Македонії як «дружній жест».
У листопаді 2021 року єврокомісар з питань внутрішнього ринку Тьєррі Бретон відвідав Болгарію, щоб зустрітися з тимчасовим прем'єр-міністром Стефаном Яневим, висловивши повну підтримку боротьбі Болгарії з COVID-19 і запропонувавши допомогу, а також підкресливши, що низький рівень охоплення вакцинацією в країні потенційно може призвести до у створенні додаткового варіанту вірусу, піддаючи ризику інших громадян ЄС. Європейський комісар з питань охорони здоров'я та безпеки харчових продуктів Стелла Киріакідес висловила подібне занепокоєння в грудні 2021 року

## Ставлення широкої громадськості

### Оцінка заходів уряду проти поширення хвороби
Згідно з опитуванням Інститутом Ґеллапа у квітні 2020 року, понад 75 % громадян висловили підтримку пов'язаним із карантином заходам контролю над пандемією, запроваджених урядом і членами Національного оперативного штабу з боротьби з коронавірусом у Болгарії, але подальше послаблення обмежень і експоненціальне зростання випадків у жовтні та листопаді призвели до різкого падіння громадської підтримки стратегії влади до трохи більше 30 %. В опитуванні «Alpha Research», проведеному з 8 по 15 вересня 2021 року, 24,2 % болгар висловили схвалення діяльності тимчасового уряду в управлінні пандемією та кампанією вакцинації, тоді як 42 % мали негативну думку. В опитуванні «Alpha Research» у березні 2022 року 42,2 % болгар оцінили політику уряду Петкова щодо охорони здоров'я та пандемії як успішну, а 55,6 % — як неуспішну.

### Погляди на щеплення
Хоча Болгарія історично характеризується сприйнятливим ставленням до вакцин, країна має давню традицію обов'язкових щеплень проти певних хвороб і високий рівень національного охоплення щепленнями для дітей, відсутність довіри до уряду та постачальників медичних послуг із самого початку вважалося ймовірним додатковим джерелом енергії для нерішучості щодо вакцинації до хворіб, які вважалися поширеними на той час у країні. Згідно з опитуванням, проведеним ВООЗ у Болгарії та опублікованим у листопаді 2020 року, 37 % респондентів зазначили, що вони не будуть вакцинуватися, тоді як одне опитування Gallup у січні 2021 року показало, що 46 % опитаних заявили, що вони не приймуть вакцину проти COVID-19. До пандемії менше 4 % дорослих болгар робили щеплення проти грипу. Тим не менш, у перші 3 місяці з моменту початку вакцинації показники Болгарії приблизно відповідали середньому показнику в ЄС, особливо в інших країнах Східної Європи, коли йшлося про ставлення людей до вакцинації.
Опитування «Exacta Research Group», яке охоплювало період з 12 по 20 березня 2021 року, показало, що частка болгар, які категорично виключають вакцинацію проти COVID-19, знову впала нижче 40 %. Однак у травні 2021 року, згідно з даними Eurofound, Болгарія все ще займала перше місце серед країн ЄС за скептицизмом щодо вакцин. У вересні 2021 року в іншому дослідженні Інституту Ґеллапа 45 % респондентів заявили, що не робили щеплення і не мають наміру цього робити. Загальнонаціональна вибірка 1151 дорослого громадянина Болгарії, проведена Болгарською академією наук, Університетом національного та світового господарства, Болгарською соціологічною асоціацією та Спілкою економістів Болгарії в середині 2021 року, показала, що хоча 60 % респондентів підтримували повний локдаун, якщо це буде необхідно, більшість (44,3 проти 22,4 %) віддали перевагу природному зараженню перед вакцинацією, якщо доводилося вибирати між двома варіантами, при цьому 27,5 % нейтрально поставилися до цих варіантів.
Існували регіональні відмінності щодо інтересу до щеплень, і люди, які проживали в менших містах і селах, з меншим ентузіазмом ставилися до «зелених коридорів». Освіта позитивно корелювала з бажанням зробити щеплення, причому найбільше бажаючих зробити щеплення було серед людей з вищою освітою, які проживали в столиці та були старші 40 років.
Скептицизм щодо вакцин був основною проблемою, коли мова йшла про циган, хоча інтерес серед членів цієї групи зріс, причому однодозова вакцина Janssen була серед них найпопулярнішою.
Опитування Інституту Ґеллапа у квітні 2021 року показало, що 50 % болгар висловили кваліфіковану підтримку паспортів вакцинації проти COVID-19, тоді як 43 % були проти. Опитування «Darik Radio» серед понад 1300 болгар, проведене незабаром після введення зеленого сертифікату в жовтні 2021 року, показало, що 32,6 % респондентів підтримують заходи контролю пандемії та схвалюють вакцинацію, 28 % погоджуються з нефармацевтичними заходами, 32,16 % категорично проти цього, а 7 % віддають перевагу повному карантину. За даними соціолога Дімітара Ганева з «Тренду», станом на січень 2022 року більшість громадян країни залишалися негативно налаштованими до вимоги зеленого сертифікату.
У наборі даних 33 європейських країн, зібраному в січні 2023 року, Болгарія посіла останнє місце з 67,91 дозами вакцини на 100 жителів. Для порівняння, лідер таблиці Португалія ввела 272,78 дози на 100 жителів країни.

### Уподобання щодо вакцин
Згідно з опитуванням у березні 2021 року, 65,8 % пацієнтів лікарів загальної практики віддали перевагу одній із двох РНК-вакцин, 28,9 % не висловили переваги, тоді як 5,3 % віддали перевагу вакцині Oxford-AstraZeneca, при цьому вакцина Pfizer-BioNTech була вакциною. найбільш затребувані в рамках «зелених коридорів». З моменту схвалення вакцини Janssen вона поступово почала обганяти Moderna за популярністю, мабуть, через те, що вона була одноразовою: 151391 із 647382 доз, введених у період з 12 травня по 7 вересня, були дозами ції вакцини. Це була єдина з 4 вакцин, яка використовувалася частіше у вересні 2021 року порівняно з червнем 2021 року.

### Пояснення нерішучості щодо вакцинації
Імовірно помилкове переконання багатьох болгар у тому, що вони вже хворіли коронавірусною хворобою і одужали від неї, також було визначено як додатковий фактор, що сприяє скептицизму щодо вакцинації, оскільки це був начастіше обраний варіант в опитуванні Інституту Ґеллапа у березні 2022 року. Занепокоєння щодо безпеки вакцини та побічних ефектів також залишалися важливими причинами.
Зі слів соціального антрополога Харалана Александрова, в переважаючому кліматі «інформаційної анархії» в Болгарії засоби масової інформації звинувачують у тому, що вони надають надмірної ваги скептикам щодо вакцинації, у тому числі в медичній спільноті, у висвітленні COVID-19, таким чином поширюючи різноманітні маргінальні чи псевдонаукові погляди, а також утримуючись від показу реальності на місці в палатах лікарні COVID-19.
На думку соціолога Александара Маринова, суперечливий тон ержавних інституцій у країні також негативно вплинув на довіру до вакцин, тоді як на думку журналіста Яссена Бояджиєва, політики, такі як Кирил Петков, які виступали за вакцинацію, були надмірно поступливими щодо недоброзичливих скептиків щодо вакцин, і зробили помилку, включивши їх у дискусійні групи щодо заходів контролю епідемії.
Бізнес-сектор також критикували за те, що він не бере активної участі в агітації за вакцинацію.
Країна в цілому, яка зіткнулася з високим рівнем внутрішньосуспільної поляризації протягом 2020 і 2021 років, була визначена як особливо сприйнятлива до дезінформаційної війни через відсутність розвиненої інфраструктури для захисту від такої тактики. Такі пропагандистські кампанії іноді велися з-за кордону, причому деякі джерела звинувачували в цьому вплив Китаю та Росії, розглядаючи антивакцинальну риторику як частину організованої кампанії проти майбутнього країни в ЄС. За словами викладача філософії Софійського університету Каліна Янакієва, сильні антивакцинальні настрої в Болгарії, як правило, йдуть рука об руку з антизахідними поглядами, русофільством, націоналізмом та ідентифікацією з православною вірою.

### Протидія ваганням щодо вакцинації
Через хвилювання щодо вакцин та поширення в Болгарії теорій змови, що стосуються природи самого вірусу, інформаційна та роз'яснювальна кампанія, що стосується вакцин і спрямована на широку громадськість, включаючи освічені групи, такі як вчителі, і самих лікарів, низький відсоток яких рекомендував вакцинацію своїм пацієнтам, з 20,8 % медичного персоналу, імунізованого станом на 27 червня 2021 року, деякі журналісти назвали справжньою проблемою щодо щеплень достатньої кількості людей задля досягнення колективного імунітету.
Публічні щеплення політиків також вважалися потенційно корисними для розвіювання страхів людей щодо вакцин проти COVID-19.
Представництво Європейської комісії в Софії пообіцяло співпрацювати з міністерством охорони здоров'я в популяризації кампанії вакцинації. У червні 2021 року єврокомісар з питань охорони здоров'я та безпеки харчових продуктів Стелла Киріакідес відвідала Болгарію та обговорила програму вакцинації країни, а також відповідні заходи для розширення привабливості вакцинації, а ВООЗ також пропонувала фінансову підтримку. Готелі та ресторани на курорті Албена досягли високого рівня охоплення вакцинацією в результаті надання фінансових стимулів керівництвом.
У липні 2021 року в рамках стратегії заохочення щеплень міністерство освіти ухвалило рішення про надання щепленим освітянам двох додаткових днів оплачуваної відпустки, а школи, де щеплено не менше 70 % персоналу, отримають сертифікат. за внесок у охорону здоров'я населення.
Вакцинованим особам, які робили покупки в супермаркетах, пропонувалися ваучери на харчування, хоча ця стратегія не мала суттєвого впливу на сприяння прийняттю вакцинації.
Існувала думка, що пропозиція фінансових бонусів, швидше за все, принесе дивіденди у збільшенні активності вакцинації серед загалом менш заможних циган.
У вересні 2021 року тимчасовий міністр туризму Стелла Балтова повідомила, що міністерство охорони здоров'я організовуватиме розіграші для вакцинованих. Усі громадяни Болгарії старші 12 років, які були вакциновані в період з 30 вересня по 31 жовтня 2021 року, мали змогу взяти участь у розіграші, організованому міністерством охорони здоров'я, одного зі 102 смартфонів, причому наймолодшому учаснику було 12 років. а найстаршому 92.
У листопаді 2021 року економіст Георгій Ангелов запропонував кожному вакцинованому пенсіонеру видати 1000 левів як бонус.
Деякі громадські діячі, такі як інспектор охорони здоров'я Ангел Кунчев, закликали зробити щеплення обов'язковими для медичного персоналу та соціальних працівників, які часто контактують із людьми похилого віку, тоді як колишній керівник лікарні Пирогова Асен Балтов висловив думку, що на додаток до останніх двох категорій, вчителі, поліцейські та військовослужбовці повинні пройти курс вакцинації. Колишній тимчасовий міністр охорони здоров'я Стойчо Кацаров також з розумінням поставився до ідеї обов'язкової вакцинації людей певних професій. Наполегливо заохочуючи всіх болгар зробити щеплення від COVID-19, у січні 2022 року прем'єр-міністр Кирил Петков виключив варіант запровадження обов'язкової вакцинації своїм урядом.
У грудні 2021 року Національна рада релігійних громад Болгарії почала співпрацювати з міністерством охорони здоров'я з метою підвищення обізнаності щодо переваг вакцинації.
23 грудня 2021 року новообраний прем'єр-міністр Кирил Петков оголосив, що кожна особа старше 65 років, яка завершила курс вакцинації або вже отримала бустерну дозу, матиме 75 левів до наступної пенсії, яку він/вона має отримати. Ця ініціатива мала діяти з 1 лютого по 30 червня 2022 року, і згодом було підтверджено, що вона також охоплюватиме пенсіонерів віком до 65 років.

### Політичні аспекти та протести проти вакцинації
Багато політиків неохоче порушували тему вакцинації, і хоча ряд відомих політичних діячів зрештою вирішили публічно вакцинуватися, вони зробили це не на початку кампанії вакцинації, а набагато пізніше, ніж багато інших їх європейських колег. Згідно з аналізом, опублікованим журналістом Миколою Лавчієвим, лише дві партії — ГЄРБ і Рух за права і свободи — можна достовірно охарактеризувати як явно прихильників вакцинації з точки зору активного заохочення своїх симпатиків вакцинуватися. Ультраправі партії, такі як «Възраждане», висловили рішучі застереження щодо щеплень, навіть незважаючи на те, що ряд депутатів від партії в національному парламенті були щеплені проти COVID-19. Деякі джерела також звинуватили великий намет партії Є такий народ у антивакцинальній риториці.
47-ме скликання національного парламенту розпочало свої сесії без вимоги зеленого сертифіката для депутатів, але після обрання новим прем'єр-міністром у грудні 2021 року Кирила Петкова він запровадив такий захід для уряду, що набуло чинності з лютого 2022 року.
7 січня 2022 року депутати ухвалили рішення про те, що з 24 січня доступ до парламенту буде дозволений при наявності зеленого сертифіката. У голосуванні не брали участь члени партій «Є такий народ» та «Възраждане». У зв'язку з відсутністю визначеного механізму покарання за невиконання цієї вимоги, примусового виконання з боку ради національної безпеки не було не було, і ряд депутатів продовжували відвідувати засідання без такого документа.
Невелика акція протесту проти щеплень відбулася 17 березня 2021 року перед міністерством охорони здоров'я, подібна демонстрація відбулася також 29 травня 2021 року перед щепленнями, що розпочалися в парку Южен. У серпні та вересні продовжували відбуватися невеликі протести проти обов'язкових щеплень і заходів боротьби з поширенням хвороби. Такі протести посилилися після того, як у жовтні 2021 року зелені сертифікати були обов'язковими для закритих громадських місць. 12 січня 2022 року «Възраждане» провело велику демонстрацію проти зелених сертифікатів, яка відбулася біля національного парламенту, під час якої симпатики партії намагалися прорвати поліцейські колони та проникнути в будівлю. 23 лютого 2022 року партія організувала подібну акцію протесту, а також висловила схвалення того, що 21 лютого уряд пообіцяв поступово скасовувати обов'язкову вакцинацію.